# Оттава
Отта́ва (англ. Ottawa МФА: [ˈɒtəwə]о файле или [ˈɒtəwɑː], фр. Ottawa) — столица Канады. Расположена в восточной части провинции Онтарио на берегу реки Оттавы, по которой проходит граница между провинциями Онтарио и Квебек. Оттава — четвёртый по величине город страны и второй по величине город Онтарио. Вместе с расположенным с квебекской стороны реки городом Гатино и рядом других муниципалитетов Оттава входит в Национальную столичную область.
Население Оттавы в 2019 году достигло миллиона человек, население агломерации Оттава-Гатино, по данным переписи населения 2021 года, — 1 миллион 488 тысяч человек. Городское управление осуществляет муниципальный совет во главе с мэром. Пост мэра с 2022 года занимает Марк Сатклифф.
Город был основан в 1820-е годы как лагерь солдат и ремесленников, строивших канал Ридо, а в 1850 году получил официальный статус города лесорубов и лесосплавщиков. С 31 декабря 1857 года Оттава — столица объединённой провинции Канада, с 1867 года — столица государства Канада. В дальнейшем город развивался как транспортный и промышленный центр, а во второй половине XX века пережил масштабную перестройку, направленную на улучшение городской экологии.
В конце XX и начале XXI века Оттава, ставшая центром развития высоких технологий, иногда удостаивается титула «северной Кремниевой долины». В качестве столицы Канады Оттава — место пребывания федеральных властных структур и крупнейших культурных центров, включая ведущие канадские музеи и Национальную картинную галерею.

## Этимология
Лагерь первоначально получил название по имени руководителя строительства канала Ридо подполковника Джона Бая — Байтаун (Bytown). Выросший из
него город в 1854 году переименован в Оттава по расположению на реке Оттава; гидроним «Оттава», в свою очередь, происходит от индейского этнонима оттава — племени, относимого к группе алгонкинов.

## История

### Коренные племена и первые европейские поселенцы
Территория, в настоящее время занимаемая Оттавой, к моменту прихода европейцев была заселена алгонкинскими племенами. Регион вокруг современной реки Оттавы, в первое время после окончания последней ледниковой эпохи представлявший собой часть моря Шамплена, заселялся древними племенами по мере отступления моря. Уже шесть тысяч лет назад в долине реки сформировалась охотничье-собирательская культура, судя по археологическим раскопкам, также активно участвовавшая в торговле с соседними народами. Хотя археологи не готовы с уверенностью говорить об этнической принадлежности носителей этой культуры, она достаточно похожа на культуру алгонкинов к моменту появления в Америке европейцев.
После прихода в XVII веке французских поселенцев в Канаду река Кичисипи, со своими притоками представлявшая основной водный путь от реки Святого Лаврентия во внутренние районы Североамериканского континента и уже игравшая центральную роль в торговле между коренными народами региона, стала главной артерией мехоторговли, центр которой находился в Монреале. Алгонкинское племя оттава (этноним произошёл от алгонкинского слова «ǎdāwe», что означает «торгующие, обменивающиеся») монополизировало торговлю пушниной на Кичисипи. Хотя монополия племени продержалась всего около 30 лет, после чего оно было выдавлено на территорию южнее Великих озёр, за рекой и местностью к северу от неё закрепилось название Оттава (этот регион, в настоящее время входящий в провинцию Квебек, сохраняет название Оттава по сей день). В 1800 году на том месте, где сливаются три реки — Ридо, Оттава и Гатино, — осели первые белые поселенцы. Уроженец Массачусетса лесоруб Филемон Райт, его родственники и несколько друзей облюбовали это место для постоянного проживания. Они построили бревенчатые жилища, лесопилку. Деревня получила название Райтстаун (позднее Халл, ныне часть города Гатино). Начиная с 1806 года Райт начал набор наёмных рабочих и торговлю лесом, а к 1809 году число наёмных лесорубов и плотогонов достигло нескольких сотен. Уже в конце того же и начале следующего десятилетия появляются первые сельскохозяйственные поселения на южном берегу реки Оттавы; сохранились имена первых фермеров — Айры Хонивелла в районе современного Непина и Браддиша Биллингса на территории современного Глостера. В 1818 году более десятка семей британских военнослужащих осели в районе, где позднее возник посёлок Ричмонд (в 1970-е годы включённый в муниципальные границы города Голборн).

### Канал Ридо и Байтаун

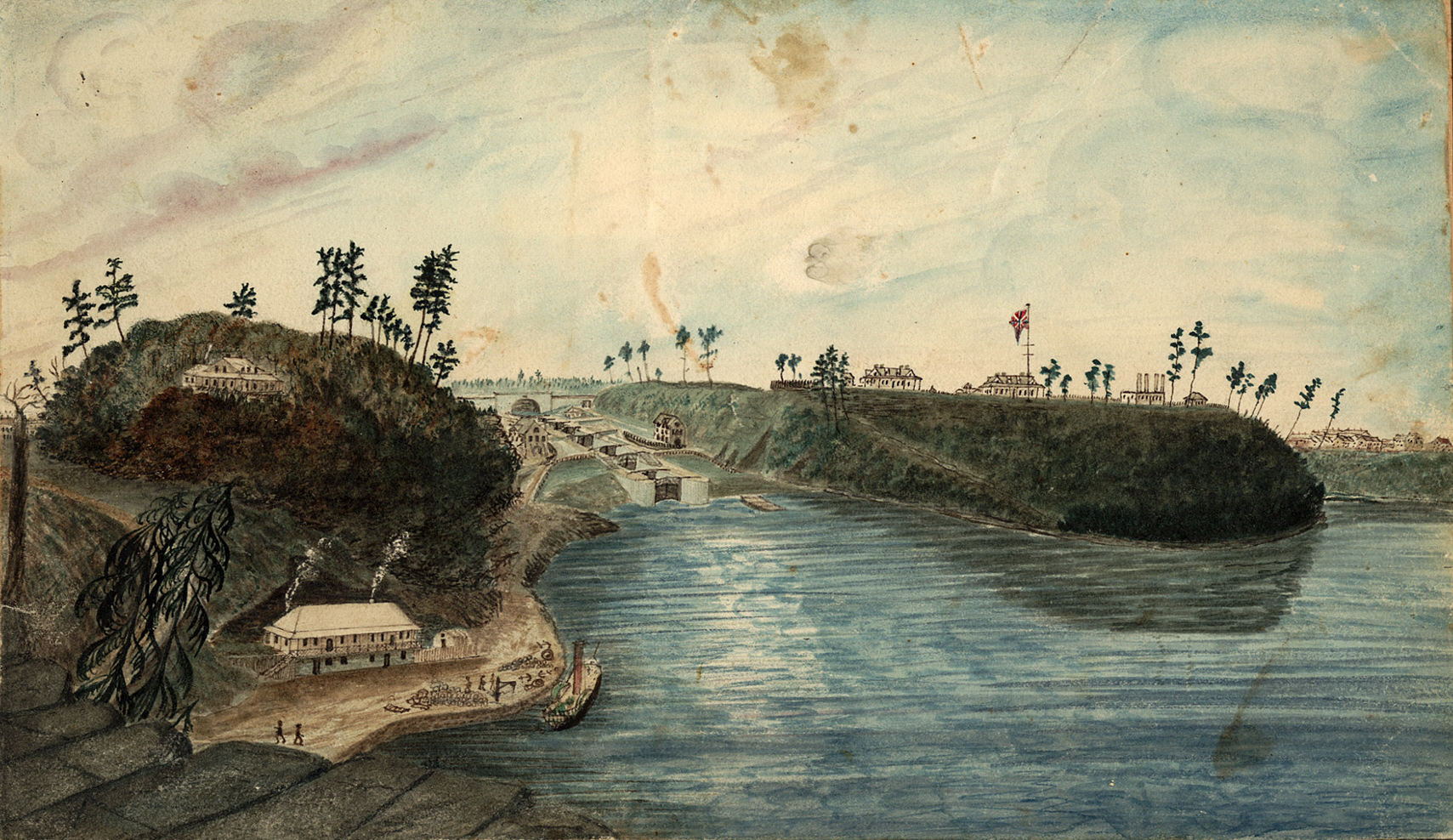
Первые 8 шлюзов канала Ридо, 1834 год. Справа — будущий Парламентский холм

В 1827 году между рекой Оттавой и озером Онтарио началось сооружение канала Ридо, кратчайшим путём соединившего Монреаль с озером Онтарио. Постройкой канала руководил Джон Бай, в честь которого посёлок строителей получил название «Байтаун». Бараки строителей размещались на холме рядом с будущими первыми шлюзами канала Ридо, недалеко от устьев рек Ридо и Гатино и Шодьерского водопада. К 1832 году канал был закончен. Байтаун к этому времени был деревянным городом, насчитывающим уже более 10 тыс. жителей. Лучший из строителей канала, шотландский каменщик Томас Маккей, работавший над первыми восемью шлюзами и награждённый за труд лично Баем, впоследствии приобрёл землю к востоку от реки Ридо и создал небольшую промышленную империю. Его 11-комнатный особняк в стиле Регентства в деревне Нью-Эдинбург был впоследствии выкуплен правительством и превращён в резиденцию Генерал-губернатора.
После постройки канала Ридо многие ирландцы, работавшие на стройке, остались без работы. В отличие от французов и англичан, давно обосновавшихся в регионе, имевших свои дома и предприятия, ирландцы оказались в отчаянном положении. Этим воспользовался предприниматель ирландского происхождения Питер Эйлен, ставший нанимать на свои предприятия исключительно ирландцев, полностью подчинив своему влиянию эту общину. С 1835 года Эйлен во главе банды численностью примерно в 200 человек терроризировал рабочие кварталы Байтауна, а в 1837 году сорвал выборы в местный совет Непина. Эйлена и его подручных называли «Блестящими» (англ. Shiners), а их действия — «войной Блестящих» (Shiners' War). Название банды, возможно, происходит от искажённого французского слова cheneurs — «рубщики/сплавщики дубовой древесины». Для противодействия насилию Блестящих в 1836 году была создана Ассоциация лесопромышленников Оттавы, и Эйлен, почувствовавший, что его власти приходит конец, стал одним из первых её членов, а весной 1837 года Блестящие были окончательно взяты под контроль, хотя подобные бандитские войны меньшего масштаба продолжали вспыхивать до конца 1840-х годов, а в 1849 году правительственным войскам удалось в зародыше подавить крупномасштабный мятеж, одним из главарей которого был сын Филемона Райта Раглз.
В 1841 году Байтаун обеспечивал работой 3000 жителей, а к 1850 году перехватил у расположенного на противоположном берегу Райтсвилля первенство в торговле лесом в долине Оттавы. Важным этапом в развитии лесной промышленности в регионе стала постройка в 1850-е годы лесопилок, использовавших энергию Шодьерских водопадов. В 1850 году в Байтауне было установлено постоянное местное самоуправление, а в 1855 году город сменил имя, став Оттавой.

### Столица Канады

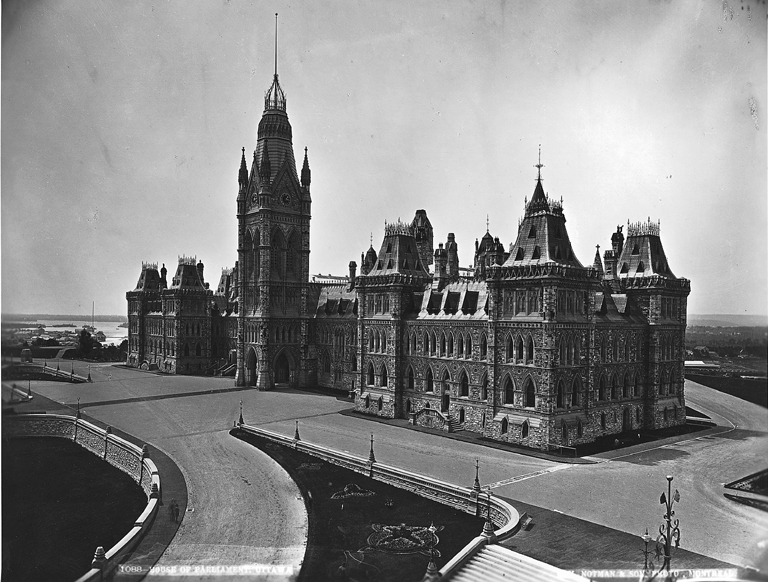
Первоначальное здание парламента после завершения работ, 1878 год. Центральная башня была уничтожена пожаром 1916 года

В середине XIX века, когда Верхняя Канада (Онтарио) объединилась с Нижней (Квебеком), встал вопрос о столице объединённой провинции. Многие крупные канадские города (включая Монреаль, Квебек, Торонто и Кингстон) боролись за право получить этот статус. Проблема усугублялась тем, что франкоканадцы, тогда составлявшие почти половину населения страны, резко возражали против размещения столицы в англоязычном регионе; в то же время крупнейший город Канады, Монреаль, был настроен недружелюбно по отношению к королевским властям, в нём было совершено нападение на генерал-губернатора Канады лорда Элгина, а в 1849 году — поджог здания законодательного собрания. Проект «подвижной» столицы, каждые четыре года переезжающей из Торонто в Квебек и обратно, оказался чрезмерно дорогим. В итоге вопрос о постоянной столице был передан на рассмотрение королевы Виктории, которая в 1857 году по рекомендации колониальных чиновников издала указ, согласно которому столицей становилась Оттава благодаря своему положению на границе Верхней и Нижней Канады и смешанному англо- и франкоязычному населению; свою роль сыграло также наличие водного и железнодорожного сообщения, а также относительная удалённость от границы с США, что обеспечивало меньшее влияние в мирное время и меньшую угрозу столице в случае войны. Уже в 1859 году на холме рядом с рекой Оттавой и каналом Ридо началось строительство комплекса парламента, официально начавшего работу в 1866 году. На следующий год Оттава стала федеральной столицей нового Канадского доминиона, включавшего в себя провинции Онтарио, Квебек, Новая Шотландия и Нью-Брансуик.
К началу 1860-х годов новую провинциальную столицу связала с сетью железных дорог США и Канады линия Grand Trunk Railway. В 1890-е годы начали работу гидроэлектростанции на реке Оттаве, в первое время использовавшиеся в основном для обеспечения работы лесопилок, однако электричества хватало и на уличные фонари, и на трамвайное сообщение. Статус столицы и развивающаяся промышленность привели к стремительному росту населения города — с менее чем 8000 жителей в 1851 году до 21 500 двадцать лет спустя. Уже в 1861 году почти половина населения Оттавы была занята в промышленности, а к концу того же десятилетия началось формирование профсоюзов.

### Первая половина XX века
Ближе к концу века правительство Канады было поставлено перед тем фактом, что застройка столицы, в значительной степени состоявшей из рабочих кварталов, производила удручающее впечатление. В 1899 году перед Комиссией по благоустройству Оттавы, учреждённой федеральным правительством, была поставлена задача по превращению города в «Северный Вашингтон». Ограниченный бюджет (60 тыс. долларов) превращал эту задачу в невыполнимую, однако её осуществлению помогло стихийное бедствие. В 1900 году Халльский пожар уничтожил Халл (бывший Райтсвилль) и северо-западную часть Оттавы, включая Шодьерский мост. В пожаре погибли семь человек, более 3000 зданий были уничтожены, оставив без крова 15 тысяч человек. На восстановление города по международной подписке было собрано 10 млн канадских долларов.
Оттава восстанавливалась по-прежнему как промышленный город. Деловой центр представлял собой клубок железнодорожных путей. В 1912 году недалеко от устья канала Ридо, рядом с Ридо-стрит, открылся вокзал «Юнион» (в настоящее время его здание занимает Правительственный центр конференций). В том же году состоялось открытие двух из числа наиболее известных зданий в Оттаве — отеля «Шато-Лорье», расположенного прямо напротив вокзала, и Мемориального музея Виктории (в настоящее время Канадский музей природы).
В феврале 1916 года внешний вид города снова был изменён пожаром: 3 февраля загорелось центральное здание парламента. Центральная башня Виктории погибла в огне, её колокол, согласно легенде, рухнул на землю с 11-м ударом часов, бивших полночь. Не пострадали лишь северо-западное крыло главного здания и парламентская библиотека, в необычный архитектурный проект которой изначально была заложена идея максимальной безопасности книг и архивов. После пожара заседания парламента были перенесены в Мемориальный музей Виктории. Несмотря на то, что Канада участвовала в это время в мировой войне, уже 1 сентября 1916 года краеугольный камень парламентского здания, уцелевший при пожаре, был заново заложен генерал-губернатором Канады герцогом Коннаутским. Изначально планировалось, что новый парламент будет построен за год, но из-за войны строительство затянулось. Первое заседание парламента в новом здании прошло в феврале 1920 года, но строительство новой главной башни — башни Мира (англ. Peace Tower) — продолжалось ещё много лет.
В 1918 году Оттаву, как и практически весь мир, охватила пандемия гриппа, который привезли возвращавшиеся с фронта солдаты. Рабочие кварталы с их скученным населением, отсутствием современной канализации и расположением поблизости от железнодорожных станций — центров расползания заразы между городами — стали первыми местами в городе, где появились больные, и пострадали сильней всего. На примыкающие к железнодорожным депо и вокзалам рабочие кварталы приходится непропорционально высокая доля в общем количестве в 440 смертей от гриппа в Оттаве за октябрь 1918 года. В общей сложности в Оттаве умерли от испанского гриппа не менее 520 человек, а в целом по Канаде около 50 тысяч.
В годы Второй мировой войны в Оттаве проживала нидерландская королевская семья, а в Городской больнице родилась сестра будущей королевы Юлианы. В память о тех событиях Нидерланды ежегодно дарят Оттаве 1 миллион луковиц тюльпанов для фестиваля тюльпанов, который проходит в мае (время проведения не имеет строгих рамок и привязано к периоду цветения тюльпанов и погодным условиям).
В сентябре 1945 года, всего через несколько дней после окончания Второй мировой войны, в Оттаве произошло событие, ставшее одним из первых шагов к начавшейся вскоре холодной войне. Шифровальщик советского посольства Игорь Гузенко передал канадским властям материалы, свидетельствующие о том, что СССР — союзник Канады во Второй мировой войне — развернул в Канаде шпионскую сеть, затрагивавшую несколько министерств, парламент и совместный британо-канадский атомный проект. В феврале 1946 года эти обстоятельства были преданы гласности и была назначена коронная следственная комиссия с практически неограниченными полномочиями, что вызвало опасения угрозы основным гражданским правам. Отношение канадцев к Советскому Союзу надолго изменилось к худшему.

### Реконструкция и расширение (с 1950-х годов до настоящего времени)
Оттава оставалась промышленным центром и крупным транспортным узлом всю первую половину XX века. К концу Второй мировой войны в город ежедневно приходили более ста поездов, и в городской черте находилось не менее 150 железнодорожных переездов. К середине века вопрос о кардинальной реконструкции города стоял так же остро, как и 50 лет назад.
Значительная заслуга в деле перестройки канадской столицы принадлежит французскому градостроителю Жаку Гребе. Гребе был приглашён в Канаду накануне Второй мировой войны для сооружения Национального военного мемориала и площади Конфедерации вблизи от парламента, но новая война задержала выполнение этих планов. В 1950 году Гребе представил канадским заказчикам план крупномасштабной перестройки Оттавы. В рамки плана входила ликвидация трущоб, перемещение железнодорожных линий и создание парковых зон и так называемого «Зелёного пояса», охватывающего город по периметру. Также предполагалось приобретение земли на квебекской стороне реки для расширения площади парка Гатино.

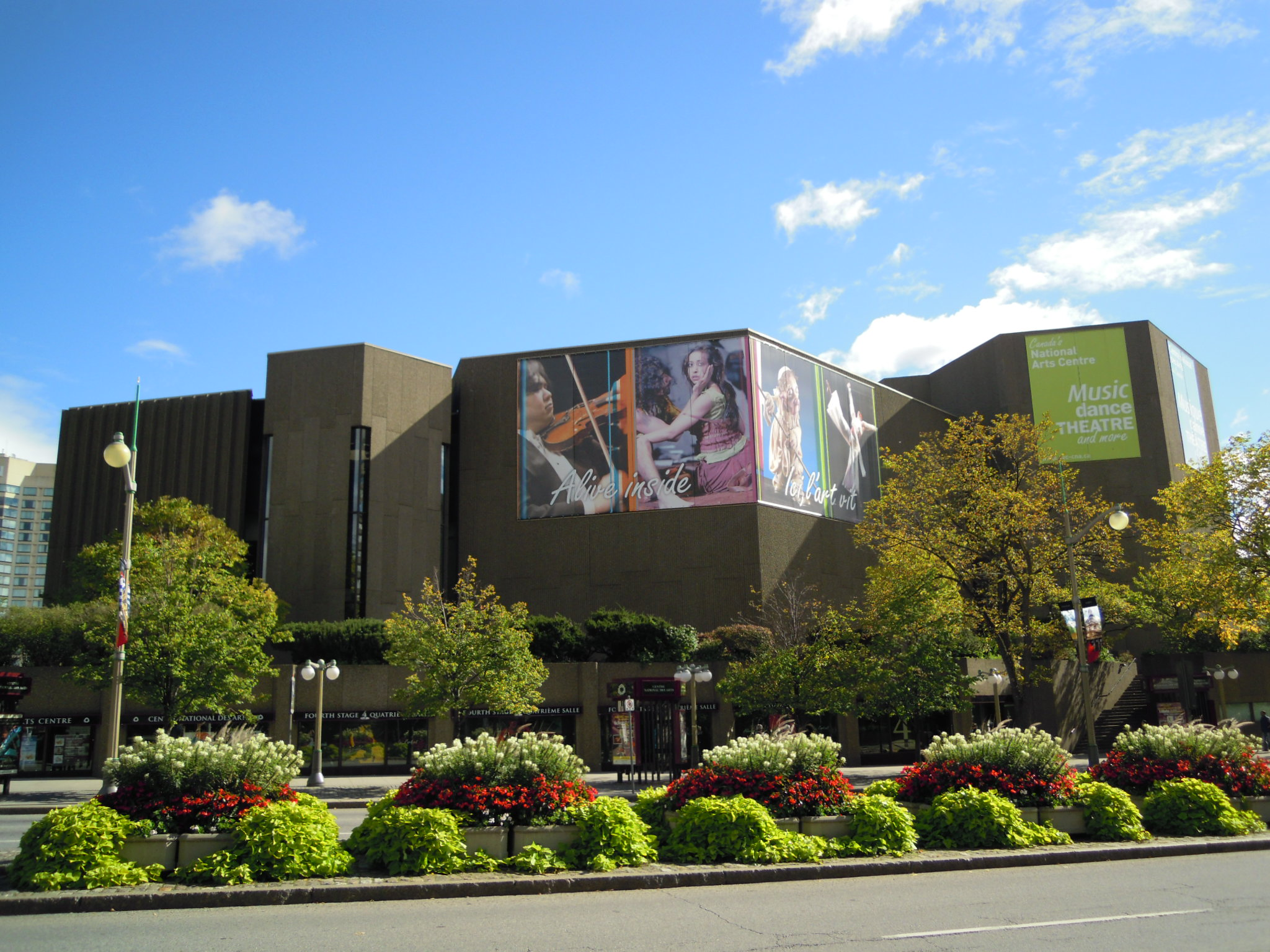
Национальный центр искусств открылся в 1969 году

Для выполнения плана Гребе площадь Национальной столичной области была расширена до 2900 км², включив в себя 72 населённых пункта в Онтарио и Квебеке. Комиссия федерального района, ответственная за планировку Оттавы и сменившая в 1927 году Комиссию по благоустройству, была преобразована в Национальную столичную комиссию с расширенными полномочиями. Чтобы справиться с транспортной нагрузкой, на месте главной железнодорожной линии было проложено многорядное скоростное шоссе № 417 — Квинсуэй (англ. Queensway).
В 50-е годы была построена новая Национальная библиотека, разгрузившая переполненную библиотеку парламента, перестроено историческое западное крыло парламента и снесено старое здание Верховного суда. К столетию образования Канадской конфедерации был построен новый Национальный центр искусств. Государственные учреждения были сначала рассредоточены за пределами Парламентского холма на онтарийском берегу реки Оттавы (прежде всего на Сассекс-драйв, где расположились резиденция премьер-министра, Публичный архив — позже Канадский военный музей — и монетный двор, а также посольство США), а затем и деревянная застройка Халла была снесена, уступив место многоэтажным правительственным зданиям в рамках усилий по насаждению билингвизма в правительственных офисах.
Состав населения менялся: рабочих сменяли клерки, а тех в свою очередь по мере развития высоких технологий начали теснить сотрудники хай-тека. С открытием таких крупных предприятий, как Mitel, Corel, Cognos, Newbridge и JDS Uniphase, за Оттавой и соседней Канатой закрепился имидж «северной Кремниевой долины». Результатом развития связей с крупными технологическими центрами в США стали модернизация и расширение международного аэропорта Оттавы, завершившиеся в 2008 году. Со времени вхождения Канады в Большую семёрку наиболее экономически развитых стран мира в 1976 году Оттава неоднократно становилась местом проведения международных экономических и политических форумов, совещаний министров и спикеров стран Большой семёрки (позже Большой восьмёрки) и Большой двадцатки, включая 7-й саммит Большой семёрки в 1981 году, проходивший в столице Канады и курортном местечке Монтебелло (Квебек). Там же был подписан так называемый Оттавский договор о запрете противопехотных мин.
Реконструкции города сопутствовало его непрерывное расширение. На протяжении своей истории Оттава непрерывно поглощала расположенные вокруг посёлки и тауншипы. В 1965 году она была объединена с соседним округом Карлтон в муниципалитет Оттава-Карлтон. В 2001 году состоялась амальгамация в единый муниципалитет сразу 11 населённых пунктов (см. Административное деление), и Оттава обрела свои современные границы.

## География
Оттава располагается в юго-восточной части канадской провинции Онтарио, на её границе с провинцией Квебек, на берегах одноимённой реки, а также реки Ридо и канала Ридо, в месте слияния которых с рекой Оттавой расположен городской центр. На северном берегу реки Оттавы находится город Гатино, включённый вместе с Оттавой в единую городскую агломерацию — Национальную столичную область. Оттава расположена в низменной равнинной местности, высота в районе международного аэропорта им. Макдональда — Картье составляет 114 м, а наивысшая точка города находится на высоте 166 м над уровнем моря. Ближайший горный массив — Аппалачи. Оттава, как и вся восточная часть провинции Онтарио и провинция Квебек, находится в североамериканском восточном часовом поясе, отставая от всемирного координированного времени на пять часов зимой и на четыре — летом.

### Административное деление

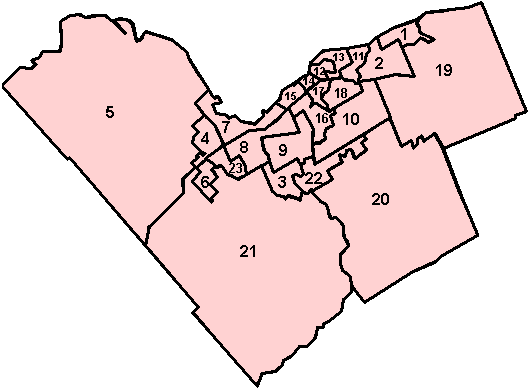
Карта избирательных округов Оттавы, 2006 год

Оттава, представляющая собой единую переписную область, административно разделена на 23 избирательных округа. Помимо этого, город административно разделён на почтовые регионы и полицейские округа.
До 2001 года территория Оттавы составляла лишь небольшую часть от современной. В 2001 году к ней были присоединены 10 муниципальных образований: Ванье, Глостер, Голборн, Камберленд, Каната, Непин, Осгуд, Ридо, Роклифф-парк и Уэст-Карлтон. В настоящее время деление города на исторические районы (англ. neighbourhoods) активно используется компаниями по недвижимости, однако управление в Оттаве полностью централизовано, местные советы бывших тауншипов ликвидированы и вся городская власть сосредоточена в городской администрации.
Местные общинные центры (англ. community centres) — добровольные организации, обеспечивающие взаимодействие жителей районов и предоставляющие ряд социальных услуг; эти центры не являются органами власти, и жители города вправе обращаться в любой из них, а не только непосредственно по месту жительства. Количество общинных центров примерно соответствует, но не совпадает с количеством исторических районов: в Коалицию общественных центров Оттавы входит 14 таких организаций, в ведении которых находятся некоторые аспекты здравоохранения и распределения ресурсов.
Оттава входит в Национальный столичный регион Канады, расположенный частично в провинции Онтарио, а частично в Квебеке. На квебекской стороне реки Оттава в Национальный столичный регион входят бывшие города Гатино, Халл и Эйлмер и два региональных совета района Оттава; все они практически одновременно с расширением правобережной Оттавы стали частями единого города Гатино. Сам объединённый город Гатино, в свою очередь, часто рассматривается (в том числе Статистическим управлением Канады) как часть городской агломерации Оттава-Гатино. Часть городской недвижимости и других объектов Оттавы и Гатино, как результат их включения в Национальную столичную область, находится не в муниципальном подчинении, а в ведении Национальной столичной комиссии, подотчётной федеральному парламенту.

### Геология и почвы
Южный берег реки Оттавы, на котором стоит город, в основном сложен плоско залегающими ордовикскими и кембрийскими доломитами и известняками. Район Сэнди-Хилл, прилегающий к территории Оттавского университета, находится на глиняном останце, возвышающимся над древним дном реки Оттавы. Глинистый сланец является, наряду с известняком, доминирующей породой в северо-восточных и восточных районах города. Районы Непин и частично Каната стоят на кембрийских и ордовикских песчаниках, служащих в качестве строительного камня. В западной части города вдоль русла реки Оттавы залегают докембрийские метаморфические породы — кварциты и кристаллизованные известняки, — а также граниты и гнейсы. В этом же районе располагается так называемая Карпская гряда, где сохранился полуметровый слой отложенной морены.
Канада большей частью располагается на тектонически устойчивой Северо-Американской плите и сейсмическая активность в её восточной части достаточно низка. Оттава не составляет исключения: она относится к Западно-Квебекской сейсмической зоне, охватывающей, в частности, регион вдоль долины реки Оттавы от Монреаля до Тимискаминга, где землетрясения не особенно часты и сильны, редко доходя по мощности до пяти баллов, когда возникает реальная угроза повреждения зданий и инфраструктуры. За XX век таких землетрясений в регионе было два — с эпицентрами в Темискаминге (1935 год) и в Корнуолле в Восточной Онтарио (1944 год). В 2000 году Оттаву задело землетрясение мощностью 5,2 балла с эпицентром к северу от Норт-Бея, а в 2010 году — пятибалльное землетрясение с эпицентром в Квебеке примерно в 50 км севернее канадской столицы.
Отступление ледников и дальнейшее отступление моря Шамплена сформировали современные почвы в районе Оттавы. В основном это глинистые почвы и ледниковые отложения висконсинской эпохи, с высоким содержанием известняка и доломита. В восточной части города, в особенности в районе Уэст-Карлтона, встречаются ледниковые отложения с преобладанием песчаника, а южнее — глинистого сланца. Там, где морские воды отступали быстрей всего, произошло намывание поверхностного слоя песка, как правило, толщиной менее метра. Самый верхний слой почвы представляет собой поздние органические речные отложения, наиболее мощные пласты которых расположены в районах Голборна, Ридо, Осгуда и Камберленда.

### Экология
Оттава расположена в экологической зоне равнинных смешанных лесов, однако неподалёку от неё проходит северная граница экозоны Онтарийского щита. Эта близость обеспечивает городу биологическое разнообразие, образованное видами, характерными для обеих экологических зон. Поддержанию этого разнообразия способствует тот факт, что старые районы Оттавы окружает так называемый «Зелёный пояс», состоящий из лесных и сельскохозяйственных земель (в том числе опытных полей). Пояс был предусмотрен генеральным планом развития города, который разработал в 1960-е годы архитектор Жак Гребе, и выполняет ряд экологических задач, в которые входят поглощение углекислого газа, фильтрация грунтовых и поверхностных вод, борьба с эрозией почв и наводнениями. Зелёный пояс включает в себя шесть охраняемых природных территорий (англ. conservation areas): Гринс-Крик, Пайн-Гроув, Саузерн-Фарм и Пинис-Форест, Стоуни-Свомп, Ширлис-Бей и Мер-Блё. Последние три территории представляют собой водно-болотные угодья, причём Мер-Блё относится к необычным для этого региона субарктическим экосистемам сфагновых болот и имеет согласно Рамсарской конвенции статус водно-болотных угодий международного значения. Помимо природных охраняемых зон, в Зелёном поясе расположен ряд охраняемых объектов культурного наследия: дом-музей первопроходцев середины XIX века Лог-Фарм, развалины печи для обжига извести XIX века в Стоуни-Свомп, остатки водолечебницы Карлсбад-Спрингс (объект культурного наследия провинциального значения) и шлюзовая станция Блэк-Рапидс на канале Ридо (1832 года постройки).
18 % площади Зелёного пояса (3500 гектаров) занимают леса. За время его существования в Зелёном поясе было высажено 3,6 миллиона деревьев на площади 800 гектаров, в которые входили и некоторые сельскохозяйственные земли, не приносившие высоких урожаев. Опубликованный в 2005 году список растений, встречающихся в городской черте Оттавы включает в себя 1569 наименований, включая виды, подвиды и гибриды. Из их числа 1014 считаются коренными для этого региона. В озеленении широко используются вяз, гинкго, гледичия, дуб, клён, липа. Два завозных вида — приречный и остролистный клён — благодаря своему декоративному виду культивируются достаточно широко, чтобы составить конкуренцию коренным видам.
Зелёный пояс Оттавы предоставляет среду обитания для оседлых и мигрирующих видов животных. Из животных в городской черте чаще всего встречаются красная и каролинская белка (серый и чёрный окрасы), лесной сурок, зайцы — американский беляк и русак (последний не является коренным видом), восточный бурундук, на окраинах (в зоне Зелёного пояса и далее) — скунс, барсук, енот, канадский бобр, изредка барибал и канадская рысь; есть также отдельные сообщения о встречах с пумами и восточным волком. Атлас птиц, выводящих птенцов в Оттаве, включает в себя 182 вида, из которых подтверждён 161. Среди птиц в черте города чаще всего встречаются странствующий дрозд, скворец, желтогорлый певун, сизый голубь, плачущая горлица, певчая зонотрихия и красноплечий чёрный трупиал; в последние годы чаще наблюдаются красный кардинал, мексиканская чечевица и американский ворон. В многочисленных парках Оттавы живут канадская казарка, кряква, лебедь-шипун, хохлатая желна, а также завезённый чёрный лебедь.
В муниципальных границах Оттавы обитают около 50 биологических видов, находящихся под угрозой исчезновения. Хотя представители некоторых из этих видов не встречались уже годами, другие ещё достаточно распространены — примерами могут служить дымчатый иглохвост и сапсан, гнездящиеся даже в городском центре. Среди других распространённых видов, нуждающихся в охране, серый орех (поражённый грибковыми заболеваниями), рисовая птица и каймановая черепаха. В то же время в районе Оттавы отмечено распространение чужеродных инвазионных видов, отвоёвывающих себе место в сложившейся экологической системе. К их числу относятся такие растения, как чесночник лекарственный, цинанхум, уруть колосистая, сусак и два вида крушины — ломкая и слабительная. Из инвазионных видов животных можно отметить речную дрейссену — мелких моллюсков, облюбовавших водоёмы в районе Оттавы.
Экологическая ситуация в Оттаве, которую до 1960-х годов характеризовали концентрация промышленности и железнодорожного транспорта, в последние годы получает высокие оценки. В отчёте исследовательского центра Mercer за 2010 год, включающем экологические данные по 221 городу всего мира, Оттава разделила третье место с Хельсинки, пропустив вперёд только Гонолулу и ещё один канадский город — Калгари. Тем не менее нерешённой остаётся проблема ежегодного сброса канализационных вод в реку Оттаву в течение периодов сильных дождей; независимое агентство Ecology Ottawa рекомендует бороться с этой проблемой с помощью постройки огромных подземных резервуаров для сбора сточных вод.

### Климат
Оттава расположена на стыке двух климатических регионов Онтарио — Восточных округов и Ренфру (первый в целом несколько более тёплый и существенно более влажный). Климат умеренный континентальный, с жарким летом и холодной зимой. По состоянию на 2011 год, по словам климатолога из министерства окружающей среды Канады Дэвида Филлипса, Оттава была самой снежной из мировых столиц и третьей в списке числа самых холодных (к концу того же десятилетия в списке самых холодных столиц мира город опустился на 7-е место). Средняя температура января −10,3°C, июля 21,0 °C. Рекордно высокая зафиксированная температура 37,8 °C (август 1944 года), рекордно низкая температура в районе международного аэропорта Оттавы −36,1 °C (февраль 1943 года); в районе министерства сельского хозяйства Канады зафиксирована температура −38,9 °C. Ежегодная норма осадков 943 мм в год, из них в виде дождя 732 мм. Средняя норма выпадения снега в год 235,7 см, наиболее снежный месяц — декабрь (в среднем 57 см снега), однако рекордный снегопад (свыше 40 см снега в день) зафиксирован в феврале 1947 года. Преобладающие ветры — южные и западные.
| Показатель                                     | Янв.  | Фев.  | Март  | Апр.  | Май  | Июнь | Июль | Авг. | Сен. | Окт. | Нояб. | Дек.  | Год   |
| ---------------------------------------------- | ----- | ----- | ----- | ----- | ---- | ---- | ---- | ---- | ---- | ---- | ----- | ----- | ----- |
| Абсолютный максимум, °C                        | 12,9  | 12,4  | 26,7  | 31,1  | 35,8 | 36,1 | 36,7 | 37,8 | 35,1 | 27,8 | 23,9  | 16,3  | 37,8  |
| Средний суточный максимум, °C                  | −5,8  | −3,4  | 2,5   | 11,6  | 19,0 | 24,1 | 26,5 | 25,3 | 20,4 | 12,7 | 5,4   | −2,3  | 11,3  |
| Средняя температура, °C                        | −10,3 | −8,1  | −2,3  | 6,3   | 13,3 | 18,5 | 21,0 | 19,8 | 15,0 | 8,0  | 1,5   | −6,2  | 6,4   |
| Средний суточный минимум, °C                   | −14,8 | −12,8 | −7    | 1,0   | 7,5  | 12,9 | 15,5 | 14,3 | 9,6  | 3,3  | −2,4  | −10,1 | 1,4   |
| Абсолютный минимум, °C                         | −35,6 | −36,1 | −30,6 | −16,7 | −5,6 | −0,1 | 5,0  | 2,6  | −3   | −7,8 | −21,7 | −34,4 | −36,1 |
| Норма осадков, мм                              | 65,4  | 54,3  | 64,4  | 74,5  | 80,3 | 92,8 | 91,9 | 85,5 | 90,1 | 86,1 | 81,9  | 76,4  | 943,4 |
| Источник: Министерство окружающей среды Канады |       |       |       |       |      |      |      |      |      |      |       |       |       |

В январе 1998 года Оттава, вместе с большой частью провинций Онтарио и Квебек и Северо-Востока США, пострадала от катастрофического гололёда, нанёсшего тяжёлый ущерб линиям электропередач и нарушившего энергоснабжение в регионе. В Оттаве было зафиксировано 67,6 мм ледяного дождя, большая часть которого выпала в течение первых 24 часов событий. За вторую половину 2010-х годов город несколько раз подвергался стихийным бедствиям, связанным с климатическими условиями. Весной 2017 и весной 2019 года многие районы Оттавы, Гатино и окрестностей были затоплены разлившейся рекой, а осенью 2018 года по городу прошли торнадо; эти события заставили городские власти обратить большее внимание на обновление и улучшение инфраструктуры в условиях меняющегося климата.

## Официальные символы

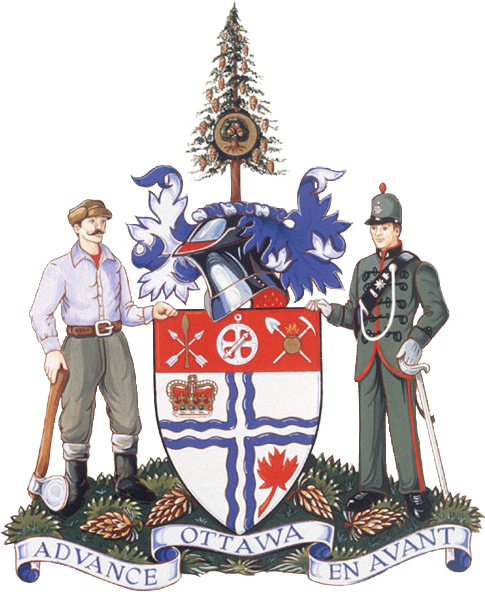
Герб Оттавы

Герб Оттавы официально утверждён в сентябре 1954 года и используется с 1 января 1955 года. Волнистый сине-белый крест, разделяющий на белые четверти старофранцузский щит, символизирует реку Оттаву и два её крупнейших притока — реки Ридо и Гатино, слияние которых определило место основания будущего города. Крест также символизирует подвиг христианских миссионеров, нёсших новую религию местным племенам. Королевская корона в верхнем правом поле обозначает королеву Викторию, красный кленовый лист в левой нижней четверти — Канаду. Два пустых белых поля обозначают величие, которого ещё предстоит достичь. На красном поле главы щита справа скрещённые весло и две стрелы — символ индейского племени оттава, исторических обитателей региона; в центре астролябия, символ Самюэля де Шамплена — первого губернатора французских колоний в Северной Америке; а слева кирка, лопата и граната, символизирующие руководителя строительства канала Ридо Джона Бая.
Бурелет над щитом окрашен в основные цвета герба — белый и синий, а нашлемник изображает сосну с шишками — символ строевого леса, главного богатства долины реки Оттавы. На нашлемнике размещён золотой диск с дубом в центре — печать Байтауна. Девиз на двух государственных языках Канады гласит «Advance Ottawa en Avant», что представляет собой модификацию прежнего девиза города Оттавы. Щит поддерживают два щитодержателя — лесоруб середины XIX века и служащий стрелкового полка Гражданской службы в полном обмундировании, символизирующий положение Оттавы как места пребывания Генерал-губернатора Канады и множества государственных служащих.

Флаг Оттавы

Современный флаг Оттавы принят в 2001 году после объединения с другими муниципалитетами. Он представляет собой полотнище, составленное из вертикальных синей и зелёной полос со стилизованной буквой «О» на их границе. Стилизованная «О» в центре флага символизирует роль Оттавы как столицы Канады. Слева её незамкнутую окружность завершают три вертикальные ленты, напоминающие кленовый лист (центральный элемент государственного флага Канады) и здания парламента. Три ленты символизируют единство, гармонию и сотрудничество во имя общей цели. Синий цвет во флаге символизирует реки и каналы Оттавы, а зелёный — её многочисленные зелёные зоны.
24 октября 2001 года официальным цветком Оттавы был объявлен тюльпан. Историческая связь тюльпанов и Оттавы восходит к годам Второй мировой войны, когда в Канаде нашла убежище королевская семья оккупированных Нидерландов. Маргрит, дочь будущей королевы Юлианы, родилась в одной из оттавских больниц в 1943 году. После войны, осенью 1945 года, Оттава получила в дар от принцессы Юлианы 100 тысяч луковиц тюльпанов, и с 1953 года в память об этом в городе проходит фестиваль тюльпанов (см. Фестивали).

## Население
По данным переписи населения 2021 года Оттава занимала четвёртое место среди городов Канады по населению, уступая Торонто, Монреалю и Калгари и опережая Эдмонтон, Виннипег и Миссиссогу. В провинции Онтарио Оттава — второй по численности населения город. Население Оттавы, составлявшее по данным переписи населения 1891 года 44 тыс. человек, в 2016 году превысило 930 тысяч (с учётом населённых пунктов, включённых в муниципальные границы в 2001 году), а в середине 2019 года было сообщено о том, что количество жителей города достигло миллиона. Население городской агломерации Оттава-Гатино в 2021 году приближалось к 1,5 млн человек. Средний возраст населения Оттавы составлял по данным переписи 2021 года 40,7 года; 16,4 % населения были в возрасте младше 15 лет, а 16,9 % — в возрасте 65 лет и старше.
| Динамика роста населения Оттавы (тыс. жителей)               | |                                         |
| Исторические границы (до 1901 года)                          | Современные границы (1901—2021) | Агломерация Оттава-Халл / Оттава-Гатино |
|                                                              | |                                         |
| Источники: Население Онтарио на сайте проекта OntarioGen Web | Источники: Рост населения, 1901—2006, на официальном сайте мэрии Оттавы Оттава на сайте переписи населения 2011 года Оттава на сайте переписи населения 2016 года Оттава на сайте переписи населения 2021 года | Источники: Переписи населения Канады    |

### Образование, занятость и средний доход
Сосредоточение в городе правительственных офисов и предприятий высоких технологий привело к тому, что население Оттавы имеет один из самых высоких в Канаде уровней образования. Среди населения в возрасте от 25 до 64 лет по результатам переписи 2006 года 38,3 % имели университетское образование не ниже первой степени (для сравнения, в целом по провинции Онтарио люди с высшим образованием составляли в этой возрастной группе только 24 %). Средний доход на семью составлял в Оттаве в 2006 году 84,5 тыс. канадских долларов (в среднем по Онтарио — 69,2 тысяч). Бо́льшая часть населения работала в торговле и других сферах обслуживания, в то время как работники промышленности, сельского хозяйства и строительной отрасли вместе взятых составляли менее 10 % от общего числа трудоустроенного населения Оттавы. В начале 2018 года уровень безработицы среди работоспособного населения Национального столичного региона составлял 5,2 % (5,9 % в целом по Канаде).

### Этнический и религиозный состав населения

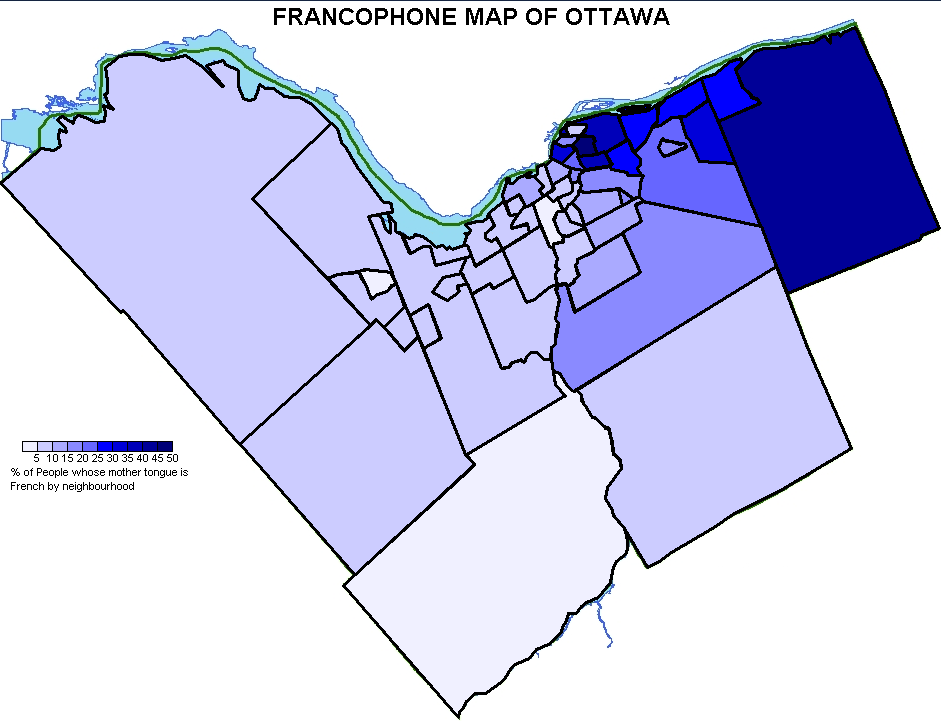
Карта Оттавы, показывающая концентрацию франкоязычного населения

На протяжении первых 150 лет существования населённого пункта около половины его населения составляли католики (примерно поровну представленные французами и ирландцами и населявшие преимущественно Нижний город в центре и восточные окраины), а вторую половину — протестанты английского происхождения (селившиеся в Верхнем городе в центре и в южной и западной частях округа Карлтон). Уже в середине XIX века Оттава играла роль главного центра франкофонов Онтарио и места ранних языковых трений между англо- и франкоязычным населением Канады. Небольшие немецкая, итальянская и еврейская общины сформировались на рубеже XIX и XX веков. В межвоенный период Лоуэртаун считался «еврейским» районом Оттавы, позднее он утратил эту роль (см. Еврейская община Оттавы).
После Второй мировой войны население города пополнили арабская община (в основном выходцы из Ливана), а позднее общины выходцев из Восточной Африки. Два наиболее известных района компактного проживания иммигрантов — «Маленькая Италия» вокруг Престон-стрит (неофициально известной как Corso Italia — «Итальянская улица»), Гладстон-авеню (неофициально Via Marconi) и церкви св. Антония на Бут-стрит и Чайна-таун вдоль Западной Сомерсет-стрит — в настоящее время в большей степени сохранили культурную самобытность как туристические объекты, нежели как этнические анклавы. Так, уже в первой половине XX века в Маленькой Италии начали селиться иммигранты из Ирландии, Польши и Украины, в начале XXI века в районной школе по субботам идут занятия на севернокитайском и вьетнамском языке, а на Престон-стрит итальянские рестораны соседствуют с корейскими, индийскими и турецкими. В Чайна-тауне к их числу добавляются таиландские, вьетнамские, ливанские и филиппинские рестораны и магазинчики.
В последние десятилетия в Оттаве быстро растёт процент жителей, относящихся к видимым этническим меньшинствам (в основном негры и выходцы из стран Азии). С языковой точки зрения, английский считает первым языком 65 % населения города, французский — 15 %, а остальные языки — 18 %. По данным переписи 2021 года, наиболее часто называли в качестве родного арабский язык (43,6 тысячи человек), мандаринский (22,3 тысячи) и испанский (14,1 тысячи). Среди прочих русский язык как родной определяли 7,3 тысячи жителей Оттавы, украинский — 1,8 тысячи.
Город проводит политику, дружественную иммигрантам. Первичную помощь и информацию новоприбывшие получают в службе Service Canada, один из центров которой расположен в здании мэрии на Элгин-стрит — в частности, именно здесь сдаются документы на социальную страховку (SIN) и медицинскую страховку. После этого они могут обратиться в одну из многочисленных служб помощи иммигрантам (общественных организаций, субсидируемых правительством провинции Онтарио), в частности, LASI World Skills YMCA-YWCA, Catholic Immigration Centre, Ottawa Community Immigrant Services Organization, Lebanese and Arab Social Services Agency of Ottawa и ряд других. Несмотря на то, что ряд этих организаций содержат в названии слова «католический», «христианский», «арабский», «франкофонный» и т. д., фактически они оказывают новоприбывшим услуги независимо от вероисповедания и национальной принадлежности — это является непременным условием предоставления им правительственных субсидий на их деятельность. Информация о различных учреждениях города, курсах, кружках, школах и т. д. доступна в общинных центрах (англ. community centres).
Оттава — преимущественно христианский город, центр римско-католической архиепархии Оттавы. Здесь также размещается англиканская епархия. Хотя большинство верующих в Оттаве исповедуют католицизм или одну из версий протестантизма, значительная часть населения представляет другие религии. В последний раз, когда в анкету переписи населения в Канаде включался вопрос о религиозной принадлежности (2001 год), около 14 % верующих в городе составляли представители конфессий, отличных от католицизма и протестантизма. Самыми популярными среди этих прочих конфессий были ислам (более 6 %) и православие (около 2,5 %). Оттава — центр одной из епархий антиохийской православной церкви в Северной Америке.
| 20 основных стран рождения иммигрантов в Оттаве, 2006 год | 20 основных стран рождения иммигрантов в Оттаве, 2006 год | 20 основных стран рождения иммигрантов в Оттаве, 2006 год |
| Место рождения                                            | Всего                                                     | 2001—2006                                                 |
| --------------------------------------------------------- | --------------------------------------------------------- | --------------------------------------------------------- |
| Великобритания                                            | 18 495                                                    | 940                                                       |
| Китай                                                     | 14 010                                                    | 3880                                                      |
| Ливан                                                     | 9380                                                      | 755                                                       |
| Индия                                                     | 8155                                                      | 1610                                                      |
| США                                                       | 7865                                                      | 1315                                                      |
| Италия                                                    | 6665                                                      | 70                                                        |
| Вьетнам                                                   | 5950                                                      | 260                                                       |
| Филиппины                                                 | 4905                                                      | 1335                                                      |
| Германия                                                  | 4720                                                      | 260                                                       |
| Польша                                                    | 4260                                                      | 120                                                       |
| Сомали                                                    | 3905                                                      | 520                                                       |
| Иран                                                      | 3695                                                      | 825                                                       |
| Гаити                                                     | 3705                                                      | 795                                                       |
| Ямайка                                                    | 3100                                                      | 200                                                       |
| Гонконг                                                   | 2920                                                      | 110                                                       |
| Пакистан                                                  | 2765                                                      | 740                                                       |
| Россия                                                    | 2240                                                      | 660                                                       |
| Нидерланды                                                | 2190                                                      | 75                                                        |
| Румыния                                                   | 2185                                                      | 465                                                       |
| Португалия                                                | 2145                                                      | 15                                                        |
| Всего из 20 стран                                         | 113 255                                                   | 14 950                                                    |
| Всего иммигрантов                                         | 178 545                                                   | 29 650                                                    |

| Этнические меньшинства в Оттаве, 2006 год | Этнические меньшинства в Оттаве, 2006 год |
| Этническая и расовая принадлежность       | Количество                                |
| ----------------------------------------- | ----------------------------------------- |
| Негры                                     | 39 070                                    |
| Китайцы                                   | 30 760                                    |
| Народы Южной Азии                         | 26 510                                    |
| Арабы                                     | 24 105                                    |
| Народы Юго-Восточной Азии                 | 10 395                                    |
| Латиноамериканцы                          | 8075                                      |
| Филиппинцы                                | 7115                                      |
| Народы Западной Азии                      | 6055                                      |
| Корейцы                                   | 2115                                      |
| Японцы                                    | 1685                                      |
| Другие (нет деталей)                      | 1620                                      |
| Смешанные признаки                        | 4215                                      |
| Всего                                     | 161 720                                   |
| 1.                                        |                                           |

| Религиозная принадлежность в Оттаве, 2001 год | Религиозная принадлежность в Оттаве, 2001 год |
| Религия                                       | Количество                                    |
| --------------------------------------------- | --------------------------------------------- |
| Католицизм                                    | 330 600                                       |
| Протестантизм                                 | 210 600                                       |
| Православие                                   | 15 720                                        |
| Другие христианские конфессии                 | 13 970                                        |
| Ислам                                         | 39 345                                        |
| Иудаизм                                       | 11 115                                        |
| Буддизм                                       | 9200                                          |
| Индуизм                                       | 8090                                          |
| Сикхизм                                       | 2465                                          |
| Другие восточные религии                      | 1465                                          |
| Прочие религии                                | 1410                                          |
| Неверующие                                    | 119 805                                       |
| Всего                                         | 763 790                                       |

### Известные уроженцы и жители
На сайте Департамента туризма Оттавы приводится список из пяти жителей Оттавы, «таланты которых известны миллионам». В этот список входят:
- Джереми Гара — ударник инди-рок-группы Arcade Fire, вместе с ней получивший «Грэмми» за лучший альбом 2010 года
- Аланис Мориссетт — уроженка Оттавы, рок-исполнитель и актриса, лауреат семи «Грэмми»
- Мэттью Перри — актёр, уроженец Массачусетса, выросший в Оттаве и известный ролями в сериале «Друзья» и фильмах «История Рона Кларка» и «Девять ярдов»
- Брендан Фрэйзер — проживший большую часть детства в Оттаве актёр, которого прославили роли в фильме «Мумия» и его продолжениях, а также в фильме «Бросок кобры»
- Маргарет Этвуд — уроженка Оттавы, прозаик и поэт, лауреат Букеровской премии за роман «Слепой убийца»

В списках Зала спортивной славы Оттавы, с 2011 года размещающегося в здании городской ратуши, около 250 имён, включая как знаменитых игроков и тренеров «Оттава Сенаторз» и «Оттава Раф Райдерс», так и представителей других видов спорта. Имена известных жителей города в других сферах увековечены, в частности, в списках Зала славы музыки кантри и на Площади славы Оттавской торговой палаты.

## Органы власти
Вопросы юрисдикции в Оттаве и окружающем её регионе относятся к числу наиболее сложных в Канаде даже после того, как в 2001 году 11 населённых пунктов были объединены в один, с общей муниципальной властью. Через агломерацию Оттава-Гатино проходит граница между провинциями, и на квебекской стороне сосуществует ряд властных структур, включая отдельные муниципалитеты и два региональных совета района Оттава. При этом региональный национализм квебекского правительства препятствует установлению слишком прочных связей между квебекскими местными властями и федеральной властью или муниципалитетом Оттавы.
В самой Оттаве существует разделение юрисдикций между федеральным правительством (представленным Национальной столичной комиссией) и местными властными органами, суммарный бюджет которых в последние десятилетия в десятки раз превышает находящийся в распоряжении Национальной столичной комиссии. Федеральное правительство — крупнейший владелец земли и недвижимости в Оттаве — освобождено от муниципальных налогов (вместо которых выделяет муниципалитету средства целевым образом в виде грантов) и соблюдения муниципальных законов. Обязанности федерального правительства по отношению к муниципальным властям Оттавы остаются предметом постоянных дискуссий на протяжении более века.

### Федеральные органы власти в Оттаве

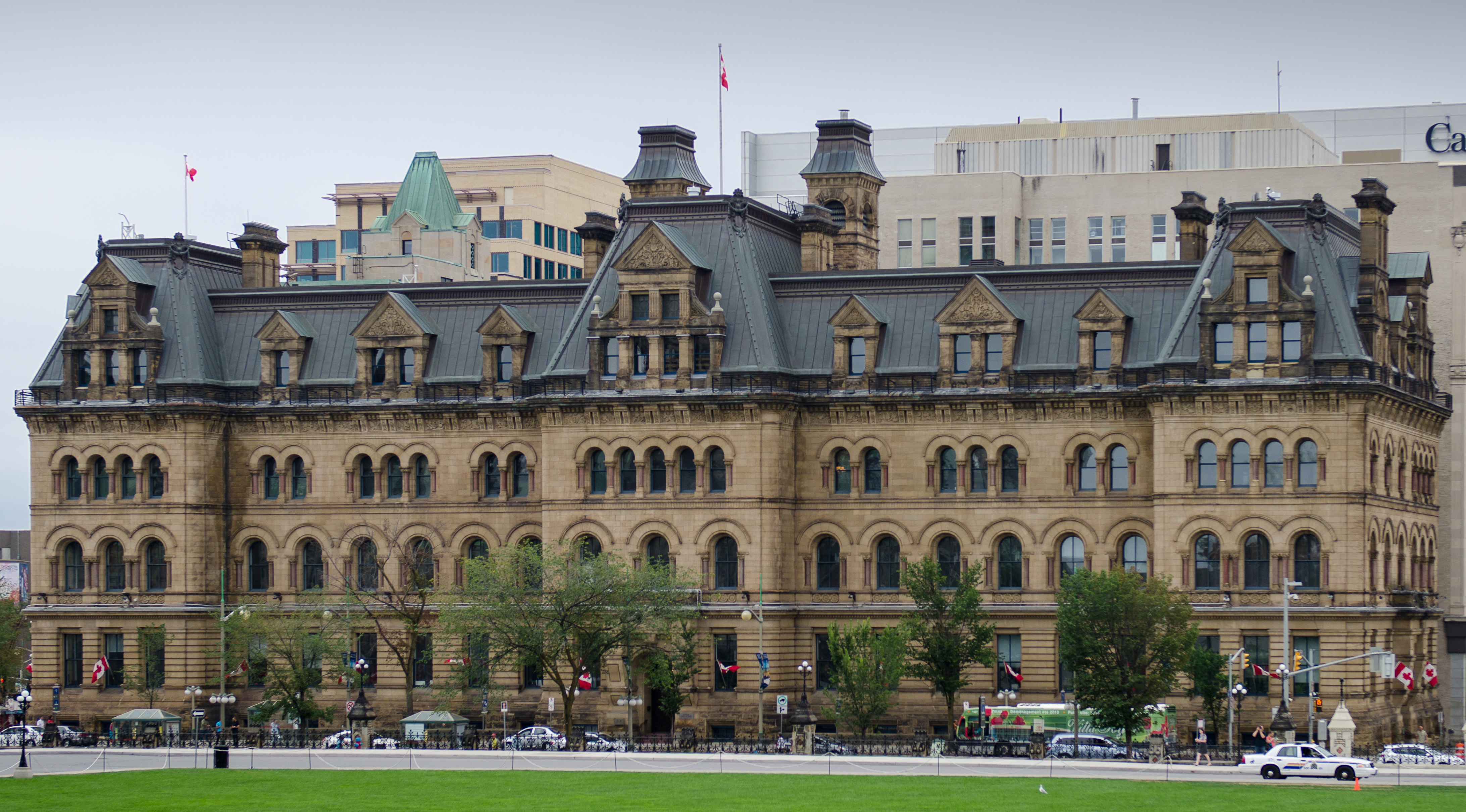
Корпус Ланжевена — местонахождение канцелярии премьер-министра Канады

Федеральные органы власти в Оттаве, сосредоточенные в первую очередь на Парламентском холме, в районе Таннис-Песчер, а также вдоль Сассекс-драйв, включают:
- Парламент Канады
- Верховный суд Канады
- Сенат Канады
- Резиденцию премьер-министра Канады
- Корпус Ланжевена (канцелярию премьер-министра)
- Федеральные министерства
- Канадское налоговое агентство
- Банк Канады
- Королевский канадский монетный двор
- Библиотеку и Архив Канады

В Оттаве на Сассекс-драйв расположен также Ридо-холл — официальная резиденция британского монарха в Канаде, а в его отсутствие — Генерал-губернатора Канады. Оттава служит местом расположения множества иностранных посольств в Канаде: Казахстана, Афганистана и других.
Органы власти провинции Онтарио, на территории которой находится город Оттава (не включая квебекскую часть Национальной столичной области), располагаются, как правило, в провинциальной столице — городе Торонто.

### Городская администрация

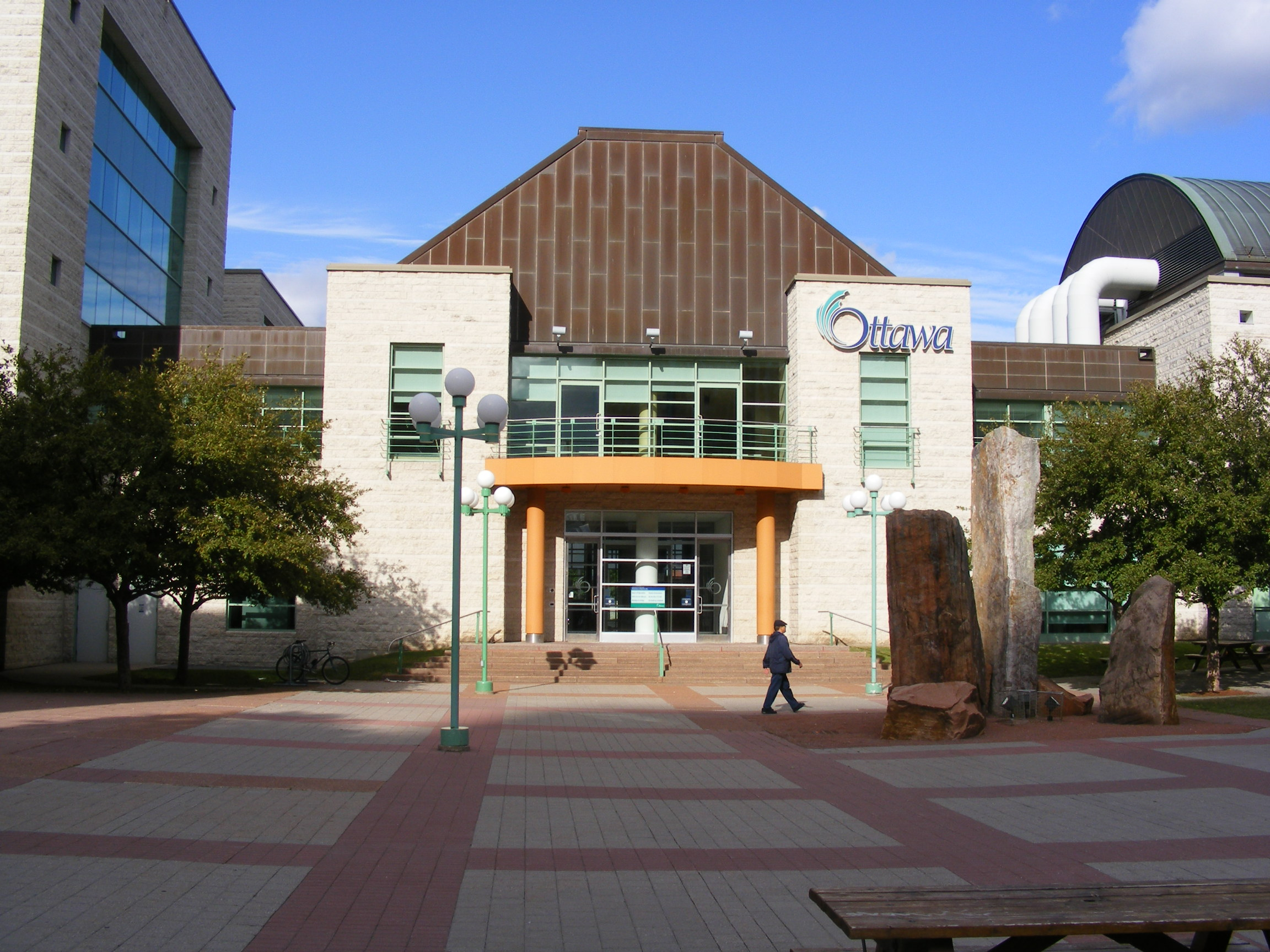
Оттавская ратуша — вход с Элгин-стрит

Городской совет Оттавы состоит из мэра, избираемого общим голосованием жителей города, и 23 членов совета, каждый из которых представляет отдельный избирательный округ. Выборы городского совета проходят раз в четыре года. В ноябре 2022 года пост мэра занял Марк Сатклифф.
Общие сессии городского совета происходят дважды в месяц (за исключением марта, июля, августа и декабря, когда общее собрание проходит раз в месяц). Официальными днями сессий являются вторая и четвёртая среды месяца, но сессии могут продолжаться по несколько дней. В остальное время городскими делами занимаются постоянные комитеты, состоящие исключительно из членов городского совета. При муниципалитете действуют 16 консультативных групп, в задачи которых входит выработка рекомендаций по конкретным, строго определённым вопросам городского управления. Группы состоят из добровольцев, кандидатуры которых утверждает городской совет.

### Полиция
В Оттаве располагается штаб-квартира Королевской канадской конной полиции, находящейся в федеральном подчинении. Также в Оттаве, в районе Роклифф-парк, находятся конюшни Королевской канадской конной полиции, где содержатся лошади, используемые в настоящее время для церемоний и парадов.
Полицейская служба Оттавы (англ. Ottawa Police Service) — самостоятельная служба, сотрудничающая, но не подчинённая провинциальной полиции Онтарио. Полицейская служба Оттавы сформирована как региональная полицейская служба Оттавы-Карлтона в 1995 году и в дальнейшем распространила свою юрисдикцию на территорию тауншипов, объединённых в 2001 году с Оттавой. Бюджет службы в 2011 году составил 237 млн долларов. Функции Королевской канадской конной полиции и местных полицейских служб разделены законодательно. Существуют также соглашения о сотрудничестве с Полицией Квебека — в частности, в рамках программы Operation INTERSECT.

## Экономика
Валовый продукт агломерации Оттава — Гатино (в её современных границах) за время с 1987 по 2008 год вырос с 28,8 млрд канадских долларов до 46,4 млрд (по курсу доллара 2002 года). В этот период годовой прирост валового продукта составлял от −0,8 % в 1991 году до 7,6 % в 1999 году. Начиная с 1997 года прирост постоянно оставался положительным, обычно не опускаясь ниже 2 % в год.
В 2012 году городской бюджет Оттавы составлял 2,5 млрд долларов, из них 850,8 млн долларов инвестиционного бюджета. Проект на 2013 год, утверждённый 27 февраля этого года, предусматривал городской бюджет в размере 2,83 миллиарда долларов, из которых 2,63 миллиарда составлял инвестиционный бюджет. Для сравнения, в 2002 году — в первый год после объединения муниципалитетов в современных границах Оттавы — общий бюджет составлял 1,7 млрд долларов, из них 515 млн инвестиционного бюджета.

### Занятость и уровень жизни
Крупнейшими работодателями в Оттаве являются федеральное правительство и городская больница Оттавы (более 10 тысяч сотрудников), Школьное управление Оттавы-Карлтона, муниципалитет Оттавы и Оттавский университет (более 5 тысяч сотрудников). В число крупных работодателей входят и два других крупнейших вуза города, а среди частных и кооперативных предприятий в 2006 году лидировали муниципальная транспортная компания OC Transpo, телекоммуникационный гигант Bell Canada, сеть супермаркетов Loblaws и распавшийся с того времени производитель телекоммуникационного оборудования Nortel Networks (более 2000 сотрудников в каждой организации). В середине первого десятилетия XXI века главным сектором в экономике города была гражданская администрация, где были заняты около 130 тыс. человек. Вторым по численности работников сектором была торговля, а третьим — здравоохранение.
Средний годовой доход на оттавскую семью составлял в 2006 году 84,5 тыс. долларов, заметно превышая средний доход по провинции Онтарио, а уровень безработицы остаётся стабильно низким (в середине 2012 года — 6 %, что на 1,2 % ниже, чем в среднем по стране). При этом стоимость жизни в Оттаве самая низкая среди всех крупнейших канадских городов, а среди крупнейших городов мира она по стоимости жизни занимает место в начале второй сотни. В 2011 году Оттава стала одной из шести столиц, попавших в список 15 городов мира, в которых лучше всего жить — при этом она отличается невысокой стоимостью жизни от большинства городов в этом списке.

### Производство
Хотя сельское хозяйство занимает в экономике Оттавы большее место, чем в любом другом крупном городе Канады, а сама Оттава является единственной столицей в мире, в центре которой располагается действующая ферма (Центральная экспериментальная ферма), основу столичной экономики составляют другие отрасли хозяйства.
В Оттаве представлены предприятия радиоэлектронной, приборостроительной, целлюлозно-бумажной, полиграфической промышленности. Столицу Канады часто называют «северной Кремниевой долиной»; здесь были созданы такие гиганты электронной индустрии, как Mitel, Nortel, Corel, Cognos и JDS Uniphase. В последнее десятилетие, несмотря на распад и продажу иностранным инвесторам целого ряда крупных и средних хайтековских компаний и заметное уменьшение доли предприятий высоких технологий в канадских биржевых индексах, общее число таких предприятий в районе Оттавы выросло в четыре раза; среди новых фирм — Shopify, разработчик программ электронной коммерции, чью продукцию закупают 25 тысяч предприятий и организаций.

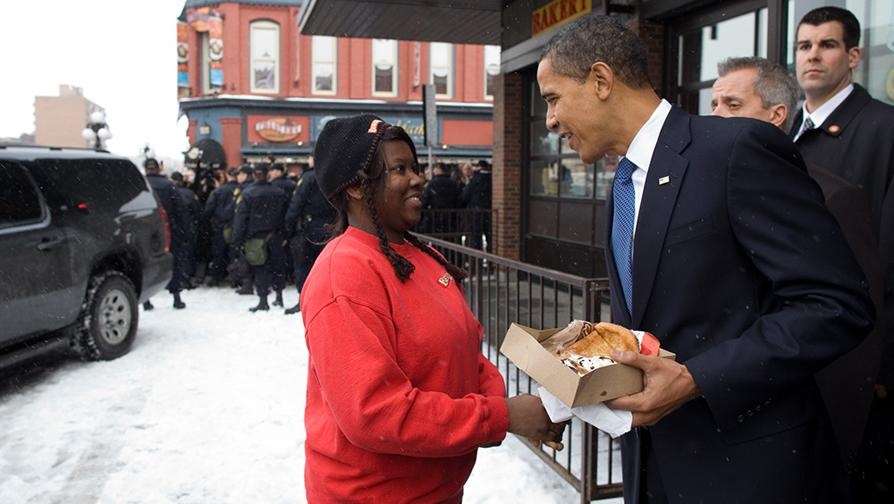
Барак Обама с фирменной слойкой BeaverTail на рынке Байуорд

### Торговля
В середине первого десятилетия XXI века в сфере торговли в Оттаве были заняты более 80 тыс. человек. На территории Национальной столичной области насчитывается около 70 крупных торговых центров. Самыми большими являются Rideau Centre в центре Оттавы, Bayshore Shopping Centre в западной и St. Laurent Shopping Centre в восточной его части. Несколько торговых центров меньшего размера отличаются необычностью подбора товаров и услуг. В число таких мест входят World Exchange Plaza, 240 Sparks и Place De Ville в центре города и Place du Centre в Халле.
Помимо собственно торговых центров, существует ряд торговых районов. Достопримечательностью города является рынок Байуорд в исторической части Оттавы. Торговыми артериями города также являются Спаркс-стрит (крупные модные магазины), Бэнк-стрит (большое количество кафе и мелких магазинов), Элгин-стрит, Западная Веллингтон-стрит, Западная Сомерсет-стрит (Чайна-таун), Ридо-стрит.

### Связь
Местные телевизионные передачи в основном транслируются компаниями Rogers в онтарийской части города и Laurentian Cable в Халле. В Оттаве расположены офисы двуязычного национального канала Canadian Public Affairs Channel и медиакомпаний Aboriginal Peoples Television Network и Inuit Broadcasting Corporation. Тем не менее бо́льшая часть программ телевидения производится за пределами Оттавы или даже за пределами Канады транснациональными медиакорпорациями.
Оттава занимает одно из первых мест среди городов Канады по распространению Интернета: около 60 % оттавских семей подключены к Интернету. В городе действуют многочисленные интернет-провайдеры, различающиеся по охвату населения. На территории Карлтонского университета размещается один из самых больших в Канаде операторов Freenet. Услуги сотовой телефонии в основном предоставляют три крупных компании национального уровня: Rogers, Bell и Telus. Rogers является фактическим монополистом на рынке кабельного телевидения в канадской столице, обслуживая 85 % домов, куда проведено кабельное телевидение, а Bell вместе с ещё одной компанией — Shaw Direct — контролирует рынок спутникового телевидения.

### Коммунальное хозяйство
В среднем одна семья в Оттаве расходует 250 литров воды в день. Около 10 % семей на территории Оттавы пользуются колодезной водой. В остальные дома города вода доставляется с помощью муниципальной инфраструктуры из реки Оттавы. Муниципалитет также осуществляет дренажные работы и регулярный сбор мусора из домов.
Крупнейшим поставщиком электроэнергии в городе является Hydro Ottawa — третья по размерам в провинции Онтарио муниципальная электрическая компания, обслуживающая более 300 тыс. домов. В основном город получает электроэнергию от атомной электростанции Дарлингтон (более 50 %) и от гидроэлектростанции им. Р. Х. Сондерса на реке Святого Лаврентия.
Природный газ служит основным источником обогрева домов в Оттаве. Компания Enbridge — крупнейшая канадская фирма по транспортировке нефти и газа — до конца 1999 года была монопольным поставщиком природного газа в Оттаве. В настоящее время компания, обслуживающая около двух миллионов частных клиентов, предприятий и организаций на территории Онтарио, по-прежнему контролирует газопроводную инфраструктуру, но газ можно приобретать как напрямую у неё, так и у более мелких независимых поставщиков.

## Транспорт

### Общественный транспорт

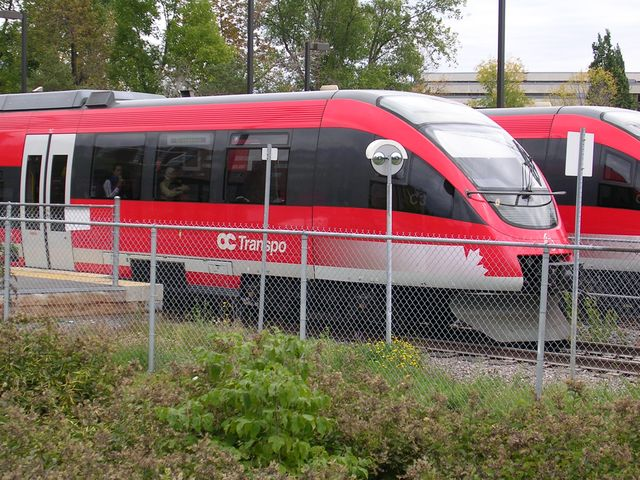
Дизель-поезд O-Train

С 1891 по 1959 год в Оттаве действовала трамвайная сеть. Именно в Оттаве впервые в Канаде (а возможно, и в мире) были пущены вагоны с электрическим обогревом. В 1921 году каждый житель Оттавы совершил в среднем 336 трамвайных поездок в год, при таксе десять центов за три билета. Однако трамваи в Оттаве оказались не в состоянии конкурировать с развивающимся автотранспортом. К 1959 году была демонтирована также действовавшая в 50-е годы троллейбусная линия.
Современный общественный транспорт в Оттаве представлен автобусами и легкорельсовой железной дорогой O-Train. Первая линия O-Train, действующая с 2001 года и идущая строго с севера на юг, соединяет районы Гринборо и Бэйвью. Вторая очередь, соединяющая центр города с восточными районами, строилась с 2013 года и была введена в строй в сентябре 2019 года. Автобусы и O-Train находятся в ведении OC Transpo — муниципальной транспортной компании Оттавы, созданной в 1973 году вместо действовавшей с 1947 года Оттавской транспортной комиссии. Все транспортные средства этой компании имеют характерную красную с белым окраску. Возможна пересадка с автобуса на поезд и наоборот по транзитному билету. Система автобусных маршрутов Оттавы частично интегрирована с автобусной сетью Гатино. Для маршрутов, обслуживающих оба города, действуют специальные транзитные билеты. Процент горожан, пользующихся общественным транспортом, постоянно растёт с 1996 года и в 2005 году каждый житель Оттавы пользовался общественным транспортом в среднем 100 раз в год.
Строительство следующей очереди легкорельсовой железной дороги (24 станции, общая протяжённость 44 км) началось в 2019 году. Городские власти планируют увеличить процент жителей города, пользующихся общественным транспортом, с 23 % до 30 % к 2031 году.

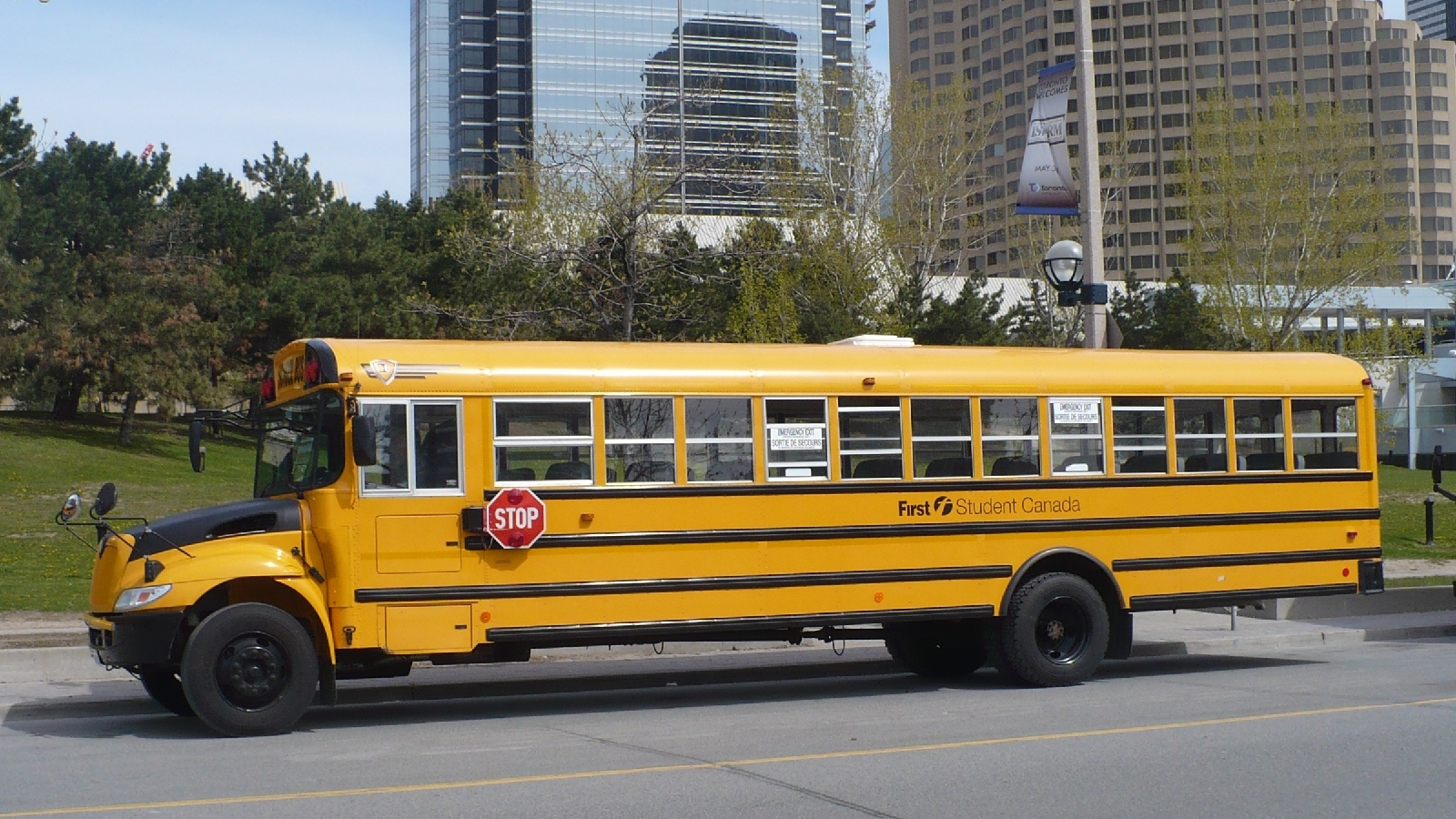
Школьный автобус

В городе действует несколько компаний такси. Стоимость лицензии на 1 машину может превышать 100 000 долларов. В 2016 году компания Uber стала первой частной фирмой, получившей официальную лицензию на пассажирские перевозки в Оттаве.
Доставкой учащихся в школы и из школ занимается Оттавское управление школьного транспорта — консорциум, созданный в 2007 году Школьным управлением Оттавы-Карлтона и Управлением католических школ. Управление школьного транспорта связано контрактами с рядом частных автобусных компаний, которые осуществляют непосредственную развозку школьников. Школьные автобусы, в отличие от обычного общественного транспорта, раскрашены в традиционные для Северной Америки жёлтый и чёрный цвет.

### Автомобильный транспорт
По данным 2005 года, в утренние часы пик 62 % жителей Оттавы передвигались на собственных автомобилях, в то время как 21 % пользовался общественным транспортом, 9 % шли пешком, 2 % предпочитали велосипед и 6 % пользовались другими средствами передвижения. Хотя процент пассажиров общественного транспорта постоянно рос с 1996 года, количество частных автомобилей на семью выросло на 10 % между 1995 и 2005 годами.
С запада на восток через Оттаву проходит автомагистраль Квинсуэй (Трансканадская автомагистраль 417—174). В западной части города в неё вливается автомагистраль 416 (также известная как автомагистраль Памяти ветеранов, англ. Veterans Memorial Highway). В общей сложности протяжённость автодорог в муниципальных границах составляет более 6000 км, из них 1600 км центральных магистралей и 4600 улиц, подъездных и вспомогательных дорог. Городская администрация предоставляет автомобилистам около 2800 мест на автостоянках и около 3800 мест платной парковки на улицах. Ещё около 5400 мест предоставляют стоянки при основных терминалах сети OC Transpo (система «паркуйся и поезжай автобусом» — англ. Park and ride).
Высокая загрузка существующих городских дорог и предсказываемый рост объёма автотранспорта обуславливают планируемое расширение системы автодорог в Оттаве. К 2031 году планируется открытие новых мостов через реку Оттаву, соединяющих Оттаву и Гатино, в частности с целью разгрузки от тяжёлых грузовиков центральной улицы Кинг Эдвард-авеню и моста Макдональда — Картье.

### Железнодорожный транспорт и дальнее автобусное сообщение
До 1960-х гг. главный вокзал Оттавы, станция «Юнион», располагался в центре города, неподалёку от парламента. В процессе генеральной реконструкции Оттавы центр Оттавы был очищен от железнодорожных путей, и в настоящее время на месте путей, шедших вдоль канала Ридо, проложено шоссе Полковника Бая.

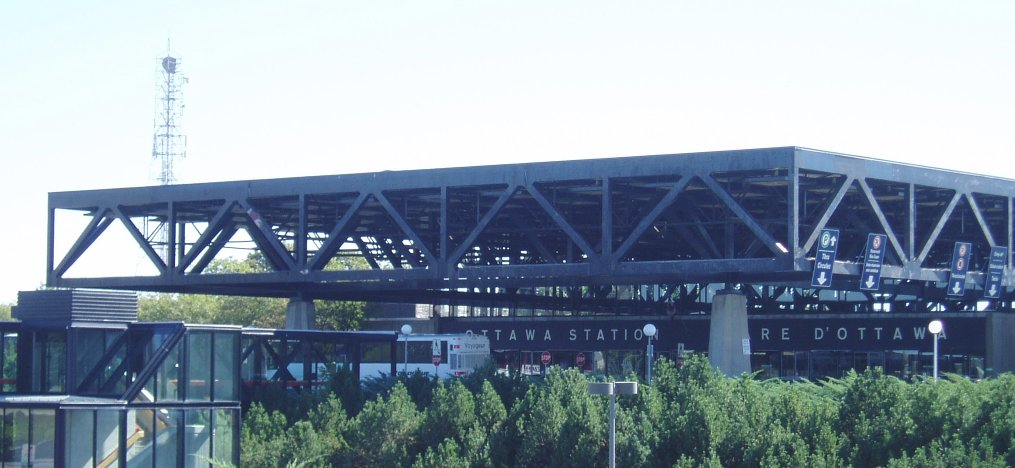
Оттавский железнодорожный вокзал

Современный Оттавский вокзал, построенный в 1966 году по проекту архитектора Джона Паркина, расположен в треугольнике между Терминал-авеню, Белфаст-роуд и Трамбле-роуд, в четырёх километрах от центра города. Железнодорожные линии идут параллельно автомагистрали 417. Вокзал обслуживает поезда компаний VIA Rail, Canadian National Railway и Canadian Pacific (CP), а также принимает автобусы некоторых авиакомпаний. Здание вокзала было для своего времени передовым и в 1967 году получило медаль Масси (в настоящее время Премия генерал-губернатора в области архитектуры), а в 2000 году было включено Королевским архитектурным институтом Канады в список 500 лучших архитектурных сооружений за историю Канады.

### Воздушный транспорт

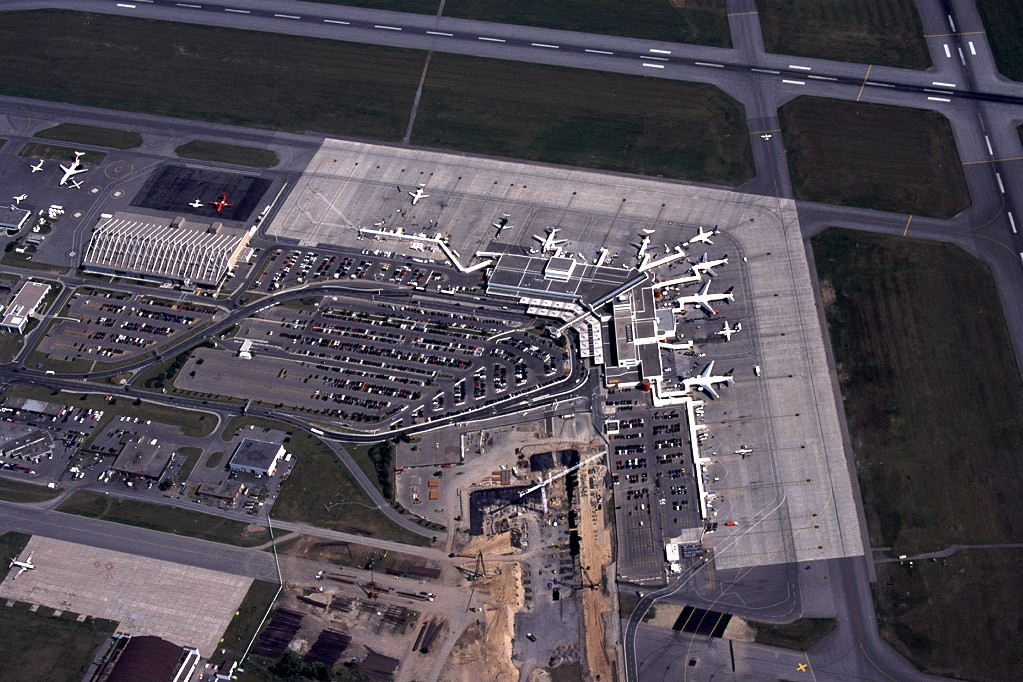
Аэропорт Макдональда — Картье

Международный аэропорт имени Макдональда — Картье, действующий с 1938 года (статус международного присвоен в 1964 году), расположен в 10 км к югу от центра Оттавы. Был ранее известен как CFB Ottawa South (1972 до середины 1990-х) / CFB Uplands (1942 до середины 1990-х). Новый пассажирский терминал аэропорта открылся в 2003 году. В 2011 году аэропорт Макдональда — Картье принял более 4,5 миллиона пассажиров, из них более миллиона на международных рейсах (включая США). В этом же году по результатам опросов пассажиров Оттавский аэропорт занял первое место в мире среди аэропортов, обслуживающих от двух до пяти миллионов пассажиров в год.
Кроме того, в различных районах Оттавы и Национального столичного региона насчитывается ряд небольших аэропортов, два из которых (в Карпе и Гатино) способны принимать не только частные, но и небольшие коммерческие самолёты. Аэропорт в Роклиффе предоставляет площади для Канадского музея авиации и космоса.

### Речной транспорт

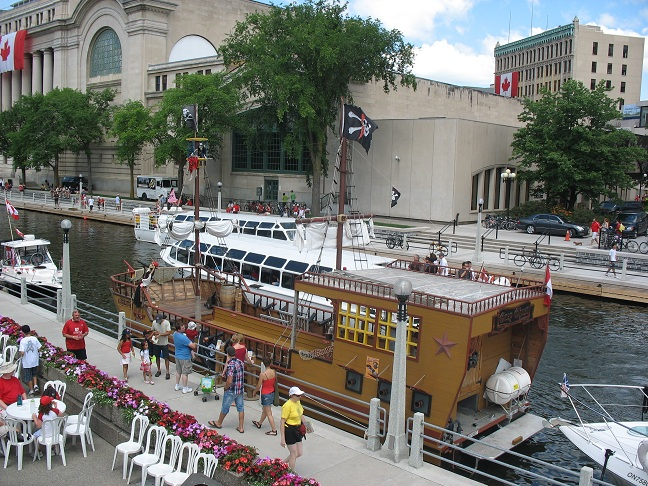
Круизный корабль на канале Ридо

Хотя уже в 1820 году первая пароходная линия соединила Райтстаун и Гренвилль, судоходство по реке Оттава и её притокам и дальше было затруднено ввиду большого количества порогов, однако строительство канала Ридо и ряда плотин и шлюзов позволило частично решить эту проблему. Судоходство по реке Оттава в течение XX века всё больше приходило в упадок, в особенности после закона 1970 года о запрете лесосплава. Тем не менее, в настоящее время на реке Оттава существуют чартерные круизы, а с 2011 года Оттаву и две станции в Гатино соединяет речное такси. Кроме того, летом по каналу Ридо курсируют прогулочные катера.

### Велосипедисты и пешеходы
Городская планировка весьма дружелюбна к пешеходам и велосипедистам. Существует большое количество велосипедных и пешеходных дорожек. В ведении городского совета Оттавы находятся около 1600 км тротуаров и 340 км велосипедных дорожек, проложенных вдоль проезжей части улиц и дорог. Вместе с тем, пешеходам категорически запрещено использовать тротуары вдоль трасс скоростного автобуса (Transitway) — эти тротуары предназначены только для служебного использования.
В Оттаве и Гатино с 2011 года функционирует сеть почасовой аренды велосипедов Bixi. Пробный проект 2009 года включал 50 велосипедов и четыре станции проката, в мае 2011 года система стартовала официально со 100 велосипедами и 10 станциями, а на следующий год было добавлено 150 велосипедов и 15 новых станций в Оттаве и Гатино. Станции в основном сосредоточены в центральных районах города, с расчётом на использование туристами, однако продаются также и долгосрочные абонементы. Помимо этого, для туристов и любителей велоспорта проложены специализированные маршруты вдоль рек Оттавы (31 км) и Ридо и вдоль канала Ридо, рядом с Центральной экспериментальной фермой, озером Лими в Халле и в западной части Зелёного пояса.

## Культура и общество

### Архитектура и парки

#### Памятники архитектуры
Как и большинство столиц Западного полушария, Оттава — молодой город и не располагает большим числом архитектурных памятников. Самое старое здание в городе — Музей Байтауна, расположенный в бывшем военном складе постройки 1826 года, у нижних шлюзов канала Ридо. Историческую ценность представляют дома середины XIX века на Сент-Патрик-стрит, с восточной стороны канала. В их число входят базилика Нотр-Дам (1842—1863 годов постройки, начатая в стиле неоклассицизма и позже достраивавшаяся в стиле неоготики) и жилые дома, принадлежавшие плотнику и врачу.

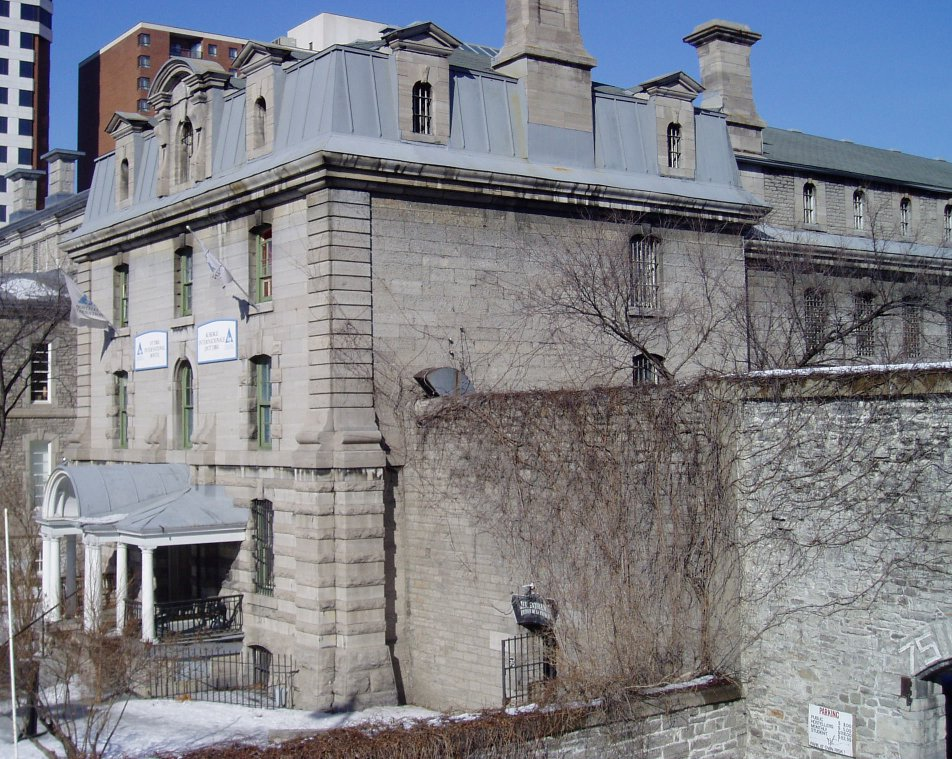
Старая Оттавская тюрьма (ныне гостиница)

Ряд старых зданий расположен в одном из первых районов Оттавы Сэнди-Хилл. Среди них дома одного из отцов Канадской конфедерации Уильяма Макдугалла, мэра Оттавы Джорджа Байрона Лайона-Феллоуза и основателя Верховного суда Канады Телефора Фурнье, а также премьер-министров Канады Вильфрида Лорье и Макензи Кинга.
Исторический интерес представляют несколько церквей и соборов Оттавы: неороманская церковь св. Бригиды (конец XIX века, ныне Центр ирландско-канадского наследия), неоготическая церковь святого мученика Альбана (третья четверть XIX века) и неоготическая Объединённая церковь Святой Троицы в бывшем тауншипе Ридо. Популярный в XIX веке в Канаде неоготический стиль представлен также комплексом парламента (архитекторы Т. Фуллер, Ч. Джонс; сгорел в 1916 году, выстроен заново в 1919—1927 годах, архитекторы Дж. Пирсон, О. Маршан).
К числу исторических памятников Оттавы относятся также корпус Ланжевена — резиденция премьер-министра Канады (1880-е годы, архитектор Томас Фуллер); первая тюрьма округа Карлтон, построенная в 1860-е годы в итальянском стиле и служащая в настоящее время молодёжным хостелом; и здание Конфедерации, выстроенное в стиле Шато в первой трети XX века к западу от парламента.

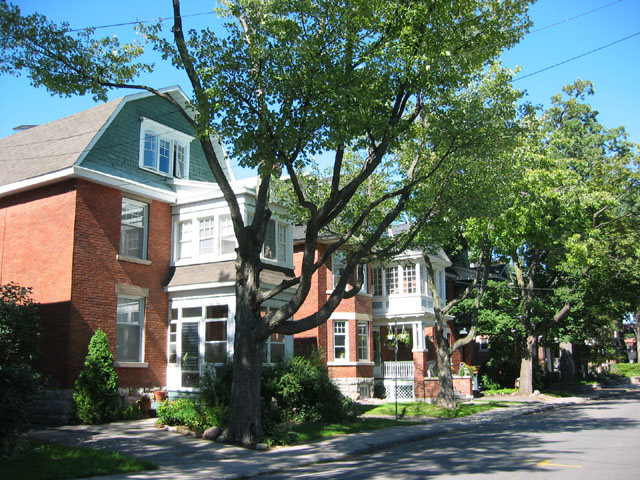
Типичная частная застройка, район Олд-Оттава-Саут

#### Жилая архитектура
В отличие от изысканной неоготической и неоклассической архитектуры публичных зданий, жилые дома Оттавы до конца 60-х годов XIX века оставались преимущественно деревянными. Кирпичные жилые дома начали строить в 1870-е годы. Наиболее популярным был простой итальянатский стиль с двускатной крышей, а в более богатых районах, таких как Сентертаун и Сэнди-Хилл, — так называемый стиль королевы Анны (английское барокко), с неровной линией крыш, большими вычурными каминными трубами, часто с башенками или эркерами и резными верандами.
С подорожанием земли в начале XX века эпоха больших особняков ушла в прошлое, и им на смену пришли дома более скромных размеров, часто в форме таунхаусов; наиболее распространённой чертой жилых домов этого периода была двускатная мансардная крыша. В этом стиле застраивались Глиб и Южная Оттава, в то время как в зажиточном Роклиффе господствовал лжетюдоровский стиль, родственный европейскому фахверку. В первой половине XX века в жилой архитектуре Оттавы сменяются стили бозар с его классическими колоннами, фронтонами и антаблементами; аскетически простой стиль прерий с его нависающими карнизами и отсутствием украшений, основным апологетом которого в Канаде был ученик Ф. Л. Райта Фрэнсис Салливан; и эклектичный ар-деко, в первую очередь характеризующий многоквартирные дома второй четверти века.
Окраины и пригороды Оттавы застраивались и продолжают застраиваться в первую очередь коттеджами и фермерскими домами типовых образцов (часто двух- и трёхэтажными). Высотные дома, которые стали появляться начиная с 1962 года, вначале были однотипными, с голыми кирпичными и бетонными фасадами, но постепенно стали более разнообразны по стилю. Самым высоким жилым зданием в Оттаве (и третьим по высоте среди всех зданий канадской столицы) является построенный в 2004 году 33-этажный Minto Metropole, высота которого составляет 108 м; планируется также строительство 42-этажного и 36-этажного жилых небоскрёбов.

#### Монументальная скульптура

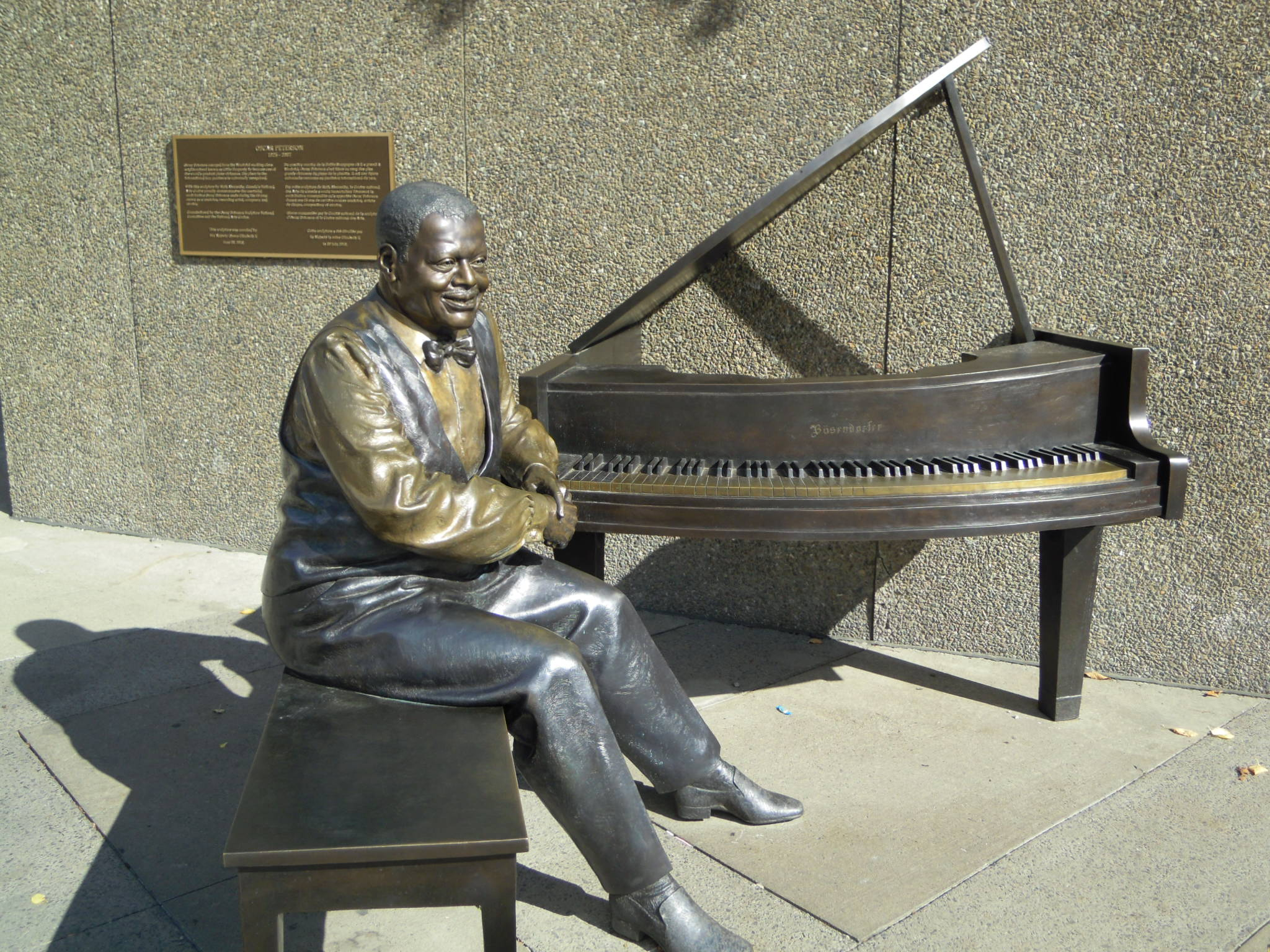
Памятник Оскару Питерсону у Национального центра искусств, Элгин-стрит

Монументальная скульптура в Оттаве представлена в ряде общественных парков, на площадях и улицах в центре города. Наиболее известным произведением монументальной скульптуры является Национальный военный мемориал Канады, также известный как «Ответ» (англ. Response) и расположенный на площади Конфедерации рядом с Парламентским холмом. Мемориал увековечивает память канадцев, павших на фронтах Первой и Второй мировых войн, а также Корейской войны. В 2000 году частью мемориального комплекса стала могила Неизвестного Солдата, а в 2006 году в северной части площади Конфедерации открылся Мемориал героев (англ. Valiants Memorial), увековечивающий память 14 человек, оставивших след в военной истории Канады. В соседнем парке Конфедерации размещены памятники бойцам, представляющим коренные народы Канады, канадским добровольцам, погибшим в англо-бурской войне, и канадцам, погибшим в ходе Корейской войны. Также можно отметить мемориалы полиции (на Парламентском холме), Канадского королевского военно-морского флота (на берегу реки Оттавы рядом с мостом Портаж), ВВС Британского содружества, сотрудников миссий гуманитарной помощи (оба на Сассекс-драйв) и канадских миротворческих сил (рядом с парком Мейджорс-Хилл). В 2012 году на Лебретон-Флетс открылся национальный мемориал пожарным.
Комплекс памятников Парламентского холма, помимо мемориала полиции, включает статуи королев Виктории и Елизаветы II, памятники ряду отцов Канадской конфедерации и глав правительства Канады, а также статуи «Знаменитой пятёрки» — деятельниц движения за права женщин.
В центре Оттавы расположен ряд других памятников и скульптурных композиций. В парке Мейджорс-Хилл установлена статуя основателя города, полковника Бая, а в Непин-Пойнте, рядом с Национальной галереей Канады, — памятник первому губернатору Новой Франции Самюэлю де Шамплену. В бронзе запечатлены известный музыкант Оскар Питерсон (рядом с Национальным центром искусств) и вдохновитель борьбы с раковыми заболеваниями Терри Фокс. Одна из самых известных художественных скульптур Оттавы — девятиметровый паук «Мамаша» (фр. Maman) — выставлена перед Национальной галереей Канады (см. иллюстрацию в разделе Музеи и художественные галереи). Несколько других известных скульптурных композиций расположены на Веллингтон-стрит и на пешеходной Спаркс-стрит.

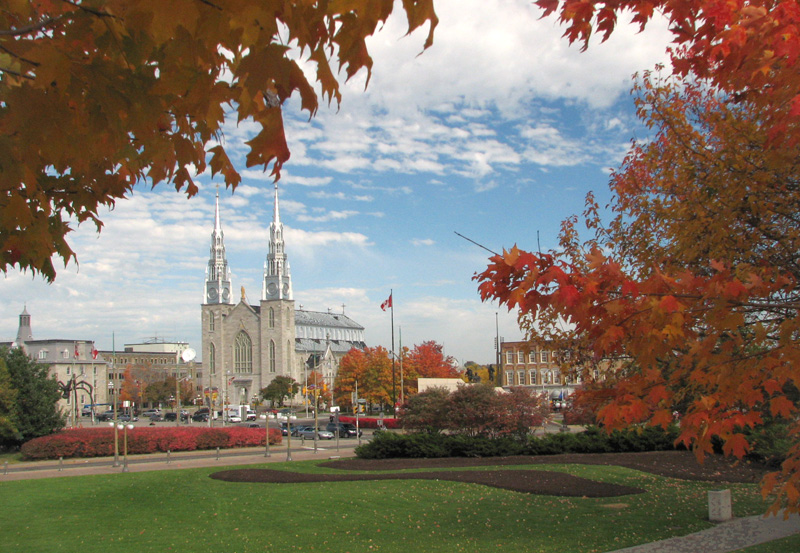
Осень в парке Мейджорс-Хилл

#### Парки
В муниципальных границах Оттавы расположено свыше 1000 парков и 650 открытых зелёных пространств (включая поля для игры в бейсбол, крикет и футбол). Размеры парков варьируются, от Зелёного пояса — гигантской лесной территории, охватывающей город, до совсем небольших местных скверов. Сайт Национальной столичной комиссии выделяет из общего числа парков парк Комиссара с его тюльпанными клумбами; парк Конфедерации, парк Мейджорс-Хилл и Лебретон-Флетс — места проведения крупных праздничных мероприятий на онтарийской стороне реки — и парк Жака Картье, выполняющий эту же роль в Гатино; природные и панорамные парки Хогс-Бэк, Ридо-Фолс и Непин-Пойнт, а также большие общественные парки — парк у озера Лими и парк Винсента Масси. В списки объектов национального исторического наследия включён небольшой (площадью один акр) огороженный парк европейского типа Мейпллоун в районе Вестборо-Виллидж, ранее представлявший собой часть одноимённого поместья.
В 2017 г. на восточной окраине Оттавы возник скульптурный парк Humanics, скульптуры которого представляют религии, мифологии и этические учения всех регионов мира.

### Музеи и художественные галереи
Официальные сайты Национальной столичной комиссии и мэрии Оттавы включают в число национальных музеев, предлагаемых для посещения жителями города и туристами:
- Канадский музей природы (построен в 1905 году как Мемориальный музей Виктории, архитектор Д. Юарт)
- Канадский военный музей
- Канадский музей науки и технологии
- Канадский музей сельского хозяйства
- Канадский музей авиации и космоса
- Национальную галерею Канады с коллекцией европейского и канадского искусства и Канадский музей современной фотографии
- Музей валюты Банка Канады
- Королевский канадский монетный двор, одновременно являющийся музеем
- Национальный центр искусств, также представляющий собой концертный и театральный комплекс

Расположенный в соседнем Гатино Канадский музей истории (прежнее имя — Канадский музей цивилизации) также традиционно входит в систему музеев Оттавы. На территории музея истории размещаются ещё две музейных экспозиции национального уровня — Канадский музей почты и Канадский детский музей. Специально для туристов предусмотрен семейный билет, дающий право на посещение 9 музеев (включая музеи истории, природы, науки и технологии, сельского хозяйства, авиации и космоса, военный музей, Национальную галерею, монетный двор и дом-музей Вильфрида Лорье) и 20-процентную скидку на посещение Национального центра искусств в течение недели. Стоимость билета в начале 2012 года составляла 35 долларов на человека или 85 долларов на семью. Постоянные жители города могут заказать трёх- и семидневные бесплатные абонементы на посещение как национальных музеев, так и Музейной сети Оттавы (см. ниже) через Публичную библиотеку Оттавы.
Отдельный интерес представляют местные музеи, объединённые под эгидой Музейной сети Оттавы. В их число входят Музей Байтауна, расположенный у нижних шлюзов канала Ридо в здании, построенном Томасом Маккеем; музей-усадьба Биллингса — старейший сохранившийся жилой дом Оттавы; усадьба Пинис-Пойнт постройки первой четверти XIX века на берегу реки Оттавы к западу от центра города; «Дифенбункер» — музей холодной войны, в который было преобразовано правительственное подземное убежище в пригороде Оттавы Карпе; парк-музей Ванье с единственной в Северной Америке городской плантацией сахарных клёнов; построенная в 60-е годы XIX века мельница Уотсона на реке Ридо в южном районе Манотик; и другие объекты. Ещё одним объектом, рекомендуемым на сайте Национальной столичной комиссии, является дом-музей десятого премьер-министра Канады У. Л. Макензи Кинга, расположенный в глубине парка Гатино.

### Театры и концертные залы
Главной театральной и концертной площадкой Оттавы с 1969 года является Национальный центр искусств. Главный зал комплекса — Саутхэм-холл — рассчитан более чем на 2300 зрителей, а театральный зал вмещает 897 зрительских мест. На сценах Национального центра искусств проводят свои сезоны английский и французский драматический театры, театр балета и симфонический Оркестр Национального центра искусств, который с 1998 года возглавляет знаменитый музыкант Пинхас Цукерман. Помимо этого, центр предоставляет свои сцены для постановок варьете и бродвейских мюзиклов, а также фестивальных мероприятий. В Национальном центре искусств также ставила свои спектакли оттавская оперная труппа «Опера Лира», закрывшаяся в 2015 году.

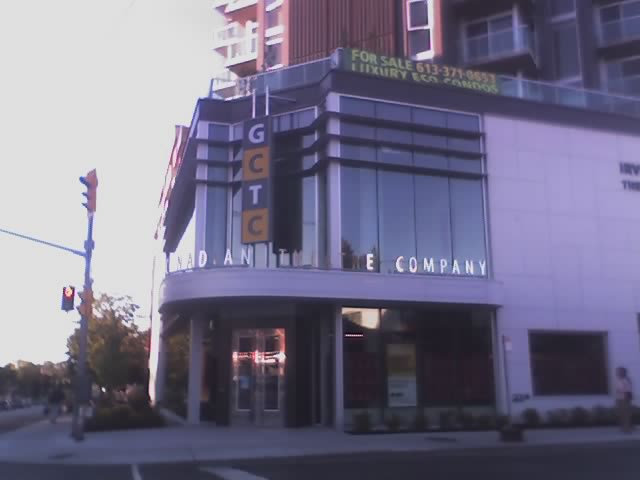
Театральный центр Ирвинга Гринберга

В число популярных драматических театров Оттавы входят:
- Оттавский Малый театр (англ. Ottawa Little Theatre) — старейшая действующая театральная труппа Канады, действующая с 1913 года. Любительская труппа театра ставит в год (с сентября по май) восемь спектаклей, каждый из которых выдерживает 18 постановок; в летний сезон зал театра вместимостью 510 зрительских мест отдаётся под постановки мюзиклов. Под эгидой Малого театра проходит популярный канадский конкурс драматургов, в котором участвуют одноактные пьесы[162]
- Большая Канадская театральная труппа (англ. Great Canadian Theatre Company), основанная в 1975 году студентами и преподавателями Карлтонского университета и с 2007 года постоянно выступающая в Театральном центре Ирвинга Гринберга в оттавском районе Хинтонберг (262 зрительских места)[163]

Другие концертные и театральные площадки включают спортивный комплекс «Канадиен Тайер Центр», где проходят наиболее крупные шоу, Сентерпойнтский театр в Непине вместимостью около 1000 зрительских мест. Расположенный в центре города в старом здании суда официальный городской культурный центр Arts Court предоставляет помещение театру, городской картинной галерее, танцевальным и музыкальным студиям, включая ведущий городской коллектив современного танца — Le Groupe Dance Lab. Театр Канаты играет в Доме драмы Рона Маслина (англ. Ron Maslin Playhouse), а подмостки центра франкоязычного театрального искусства в Оттаве La Nouvelle Scène, расположенного в районе рынка Байуорд, делят четыре театральных труппы. Гладстонский театр, занимающий бывшее помещение Большой Канадской театральной труппы, открылся в 2008 году. В сезоне 2011/2012 года в Гладстонском театре силами трёх трупп были представлены восемь разных пьес.
Менее официальные музыкальные площадки, предоставляющие сцену рок-группам и джаз-бэндам, включают многочисленные клубы, рестораны и пабы в Нижнем городе. Департамент туризма Оттавы выделяет из их числа расположенные в районе рынка Байуорд Fat Tuesday’s, где проходят фортепианные «поединки», и Zaphod Beeblebrox, а также Barrymore’s Music Hall на Бэнк-стрит. Также в число рекомендованных мест, где проходят «живые» концерты, включаются Le Petit Chicago и Café aux 4 jeudis на Променад-дю-Портаж на квебекской стороне реки. С 2003 года в Оттаве появился целый ряд успешных авторов и исполнителей, в числе которых лауреаты «Джуно» за лучший блюзовый альбом MonkeyJunk и популярная кантри-группа Fiftymen, но развитие местной музыки затрудняет тот факт, что большинство клубов не заинтересованы в начинающих исполнителях и коллективах, а многие совсем отказались от живой музыки.

### Библиотеки

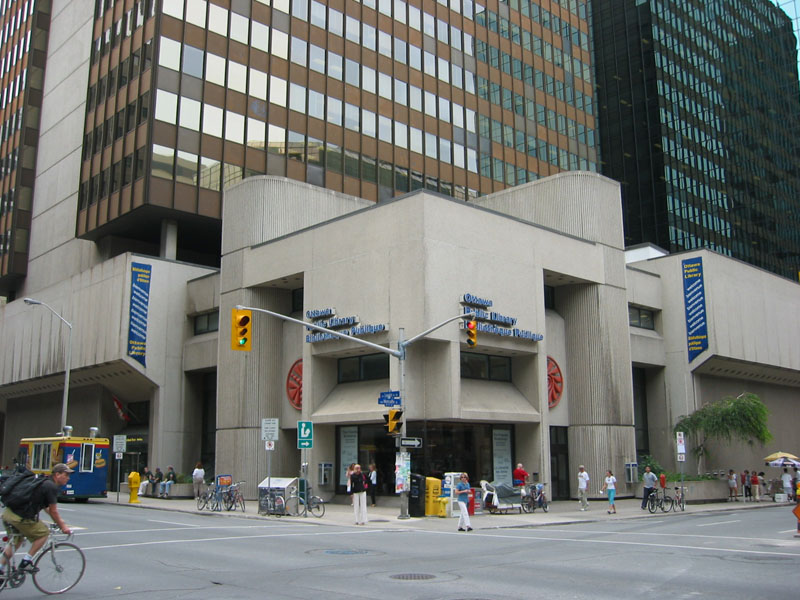
Главное здание Оттавской публичной библиотеки

Публичная библиотека Оттавы, основанная в 1906 году на пожертвование американского филантропа Эндрю Карнеги, предлагает читателям материалы не только на государственных языках Канады, но и на других языках, включая русский. Библиотека, в коллекции которой 2,4 миллиона книг и других носителей информации, предоставляет услуги в более чем 30 отделениях по всему городу. Помимо постоянных филиалов, в распоряжении публичной библиотеки находятся два автобуса-«книгомобиля» (англ. bookmobile), обслуживающих более 20 районов по всему городу. Каждый такой район посещается раз в неделю. Автобусы доставляют читателям заказанные через Интернет материалы, а также располагают собственной коллекцией книг, журналов, аудио- и видеоматериалов. Читатели могут брать и сдавать книги в любом из отделений; Интернет-сайт библиотеки также предоставляет возможность прямого скачивания электронных книг, аудиокниг и музыки. В библиотеке любой читатель может получить карточку, позволяющую использовать фонды также ряда научных библиотек (в частности, Оттавского университета), однако такая карточка выдаётся не автоматически, а лишь по запросу читателя. Клиенты библиотеки (постоянно проживающие в Оттаве и пригородах) могут также заказать через неё бесплатные абонементы в большинство городских музеев и галерей Оттавы-Гатино, в музеи соседнего округа Ренфру, а зимой также в лыжные клубы Оттавы и Гатино.
Помимо Публичной библиотеки Оттавы, в городе действуют:
- Парламентская библиотека на Парламентском холме
- Национальная Библиотека и Архив Канады, коллекции документов которых открыты как для исследователей, так и для широкой публики[174]
- библиотека Национального научно-исследовательского совета Канады[175]
- библиотеки вузов и средних учебных заведений

### Фестивали

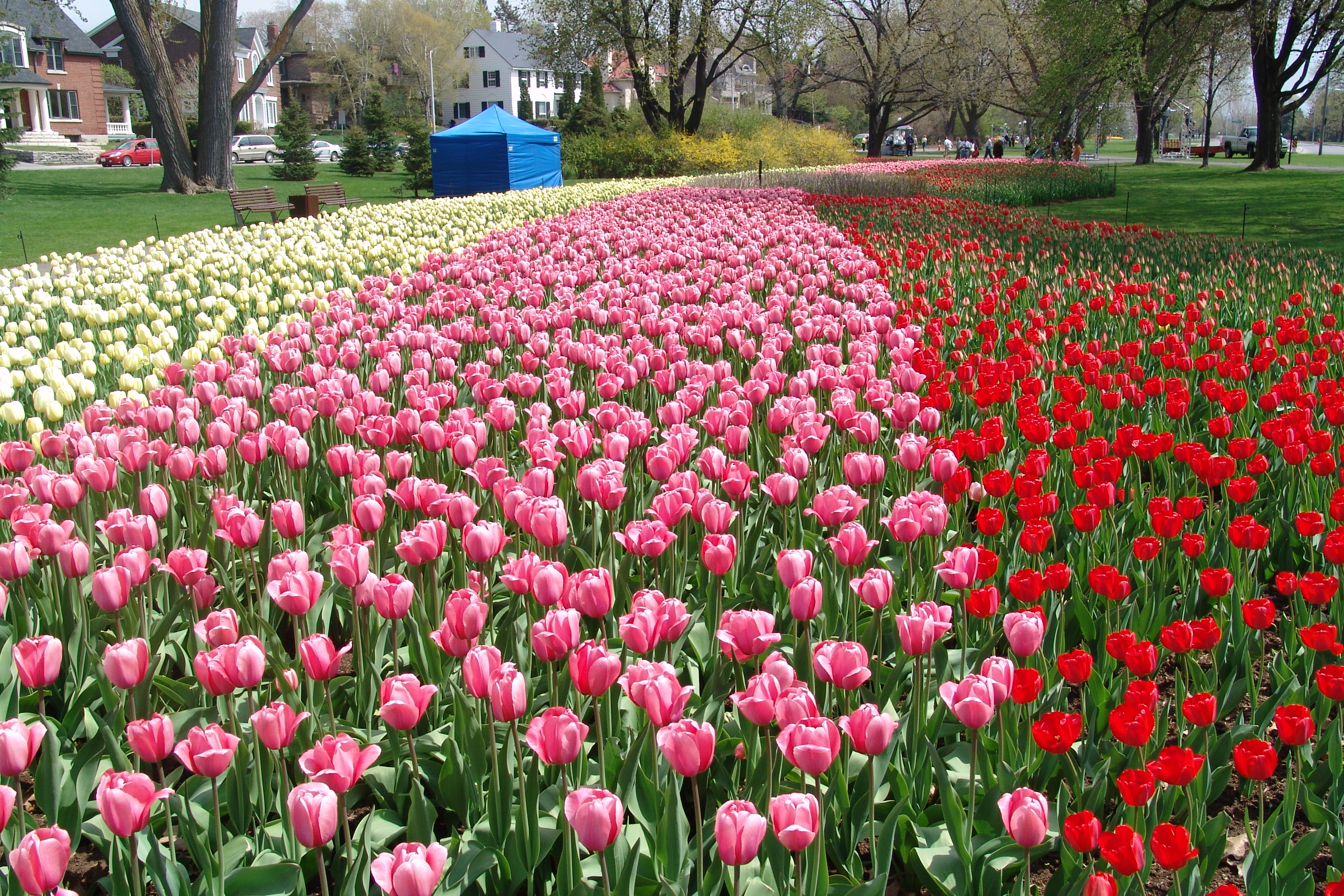
Фестиваль тюльпанов на озере Доу

Оттава, как столица Канады, со временем стала местом проведения ряда крупных национальных и международных культурных фестивалей и мероприятий. На протяжении уже 60 лет в Оттаве в середине мая проводится Канадский фестиваль тюльпанов. Начало эта традиция берёт в 1945 году, когда наследница престола Нидерландов принцесса Юлиана преподнесла в дар канадской столице сто тысяч тюльпанных луковиц в знак благодарности за убежище, предоставленное в годы Второй мировой войны. В настоящее время в рамках фестиваля высаживается свыше миллиона луковиц тюльпанов 50 сортов, из которых 300 тысяч сосредоточены в Парке комиссара, рядом с озером Доу. С 1976 года в Оттаве проходит Международный фестиваль анимационного кино — второй по размаху в мире, — а раз в два года проводится Канадский фестиваль танца.
В летний сезон в городе проходят Международный фестиваль джаза (впервые проведён в 1980 году); Оттавский Блюфест (фестиваль блюза); Международный фестиваль камерной музыки — крупнейший в мире камерный фестиваль, длящийся две недели и включающий 120 концертов; и Оттавский фестиваль фолк-музыки (все три проходят с 1994 года). С 2008 года в Оттаве проводится Фестиваль канала Ридо, посвящённый этому объекту мирового наследия ЮНЕСКО. Летние фестивали в Национальном столичном регионе включают в себя также два крупных фестиваля в Гатино — фестиваль фейерверков «Звуки света», традиционно проходящий в казино Лак-Лими, и фестиваль монгольфьеров, проводимый ежегодно с 1988 года и выпадающий на последние дни августа и первый уикенд сентября.
Ключевым событием зимнего сезона в Оттаве считается Винтерлюдия — фестиваль, проходящий во второй половине зимы (обычно в первые три уикенда февраля) в районе канала Ридо, на это время превращаемого в один из самых длинных в мире естественных катков, и в парке Жака Картье в Гатино. Винтерлюдия проводится с 1979 года под эгидой Национальной столичной комиссии и включает конкурсы снежных и ледяных скульптур и крупнейший на Североамериканском континенте зимний парк развлечений.

### Средства массовой информации
Газеты, выходящие в Оттаве, распространяются на территории всей Национальной столичной области. Крупнейшими ежедневными газетами Оттавы-Гатино являются англоязычные The Ottawa Citizen и The Ottawa Sun и франкоязычная Le Droit. Также в городе распространены бесплатные газеты Metro и 24 Hours. Еженедельники и ежемесячники, выходящие в Национальной столичной области, включают:
- деловой Ottawa Business Journal
- The Hill Times, освещающую деятельность парламента и правительства и другие политические темы
- Ottawa Star
- Capital Xtra! (газету местной ЛГБТ-общины)
- местные версии Voir (еженедельника франкоязычных регионов Канады) и The Epoch Times (англоязычной газеты сторонников движения Фалуньгун в Северной Америке). Другие иммигрантские издания в Оттаве выходят на арабском, севернокитайском, персидском и итальянском языках[75].

В 1993—2012 годах популярностью пользовалось цветное издание Ottawa XPress, где, в частности, широко освещались события культурной жизни. Газета была закрыта в мае 2012 года.
Отдельные издания выходят на районном уровне, свои газеты также выпускают Оттавский университет, Карлтонский университет и Алгонкин-колледж. В Оттаве расположены представительства ряда общенациональных изданий.
В Оттаве расположены телевизионная студия CTV Ottawa и студия местных новостей CBC, а также офисы более чем 35 радиостанций, транслирующих местные новости, музыку, спортивные репортажи и разговорные шоу. Свои радиостанции, как и газеты, имеют три крупнейших вуза города, несколько станций ведут трансляции на французском языке, другие передают музыку определённых стилей (джаз, ретро, этническую).

### Спорт
Наиболее развитым видом спорта в Оттаве является хоккей с шайбой. Команда «Оттава Сенаторз» 11 раз выигрывала Кубок Стэнли — наиболее престижный приз в профессиональном хоккее — с 1903 по 1927 год, прежде чем обанкротиться в 1934 году. Клуб был возрождён под тем же названием в 1992 году, и с тех пор его лучшим достижением был выход в финал Кубка Стэнли 2007 года. Оттавские клубы также участвовали в двух сезонах Всемирной хоккейной ассоциации. Из любительских клубов Оттавы наиболее сильными являются «Оттава Сиксти Севенс» и представляющие город-спутник Гатино «Гатино Олимпикс». Оба клуба входят в состав Канадской хоккейной лиги (КХЛ). «Сиксти Севенс» — двукратные обладатели Мемориального кубка, основного трофея КХЛ. В образованной в 2023 году Профессиональной женской хоккейной лиге (PWHL) одна из шести первых команд была создана в Оттаве и позже получила имя «Оттава Чардж». Крупнейшая ледовая арена Оттавы — спорткомплекс «Канадиен Тайер Центр», открытый в 1996 году и принимавший молодёжный чемпионат мира 2009 года наряду со вторым по размеру ледовым дворцом канадской столицы — «Ти-ди Плэйс Арена». В «Ти-ди Плэйс Арена» проходил также первый чемпионат мира по хоккею среди женщин.
Клуб «Оттава Раф Райдерс» представлял национальную столицу в турнирах по канадскому футболу на протяжении более ста лет — с 1876 по 1996 год. За время существования «Раф Райдерс» девять раз становились обладателями Кубка Грея — главного трофея в канадском футболе (в последний раз в 1976 году). Ещё один клуб, «Оттава Ренегейдс», представлял столицу в Канадской футбольной лиге с 2002 по 2005 год. Эти команды выступали на крупнейшем открытом стадионе города — «Ти-ди Плэйс Стэдиум», также принимавшем матчи молодёжного чемпионата мира по футболу 2007 года и женского чемпионата мира 2015 года. После реконструкции стадиона в 2014 году в канадской столице снова появилась команда КФЛ — «Оттава Редблэкс», уже в 2016 году ставшая обладательницей Кубка Грея.
На протяжении XX века в Оттаве действовали несколько профессиональных бейсбольных и футбольных клубов. В городе популярен женский футбол, сильнейшей представительницей которого до 2014 года являлась команда «Оттава Фьюри». С 2014 года мужской футбольный клуб «Оттава Фьюри» присоединился к расширяющейся Североамериканской футбольной лиге — второй по уровню профессиональной лиге европейского футбола в Северной Америке, а позже перешёл в United Soccer League. Клуб прекратил своё существование осенью 2019 года, а в феврале 2020 года был сформирован новый профессиональный футбольный клуб «Атлетико Оттава», ставший частью Канадской Премьер-лиги. При формировании первой канадской профессиональной лиги женского футбола — Северной Суперлиги — одним из первых шести клубов в ней стал новообразованный «Оттава Рапид».
В отсутствие профессионального баскетбола ведущей баскетбольной командой Оттавы являются представляющие Карлтонский университет «Карлтон Рейвенз», с 2003 по 2022 год 16 раз выигравшие мужской студенческий чемпионат Канады, уже к 2015 го́ду побив рекорд турнира по числу побед. В городе действуют также клубы кёрлинга и гольфа.
Среди других крупных международных спортивных мероприятий можно отметить принимавшиеся Оттавой и Гатино в 2001 году IV Франкофонские игры при участии 2300 спортсменов из 51 страны и региона (в частности, Канада была представлена двумя сборными — собственно Канады и Квебека).

### Рестораны, бары, кафе
Неформальной «визитной карточкой» Оттавы является сеть высококачественных кофеен Bridgehead, первый из которых открылся в 1980-е годы в Торонто, но позже франшиза полностью переместилась в Оттаву. Кафе Bridgehead неоднократно признавались в итоге опроса читателей еженедельника XPress лучшими в Оттаве. Ещё одна популярная местная сеть ресторанов, The Works, занимала первое место в этом же опросе в категории «лучшая гамбургерная».
Большое количество оригинальных ресторанов расположено на рынке Байуорд (согласно путеводителю Frommer’s Ottawa, в этом районе расположены лучшие в городе рестораны канадской, итальянской, азиатской и смешанной кухни и лучшее бистро), вдоль идущих с севера на юг Элгин-стрит, Бэнк-стрит, Престон-стрит («Маленькая Италия»), а также вдоль идущих с запада на восток Сомерсет-стрит («Чайнатаун»), Спаркс-стрит. Ранее своими заведениями славилась также Ридо-стрит, однако она постепенно приходит в упадок, превращаясь в «спальную» к востоку от Кинг-Эдвард-авеню и приобретая не слишком опрятный вид к западу от неё.

## Социальная сфера

### Наука и образование

#### Высшее и профессионально-техническое образование

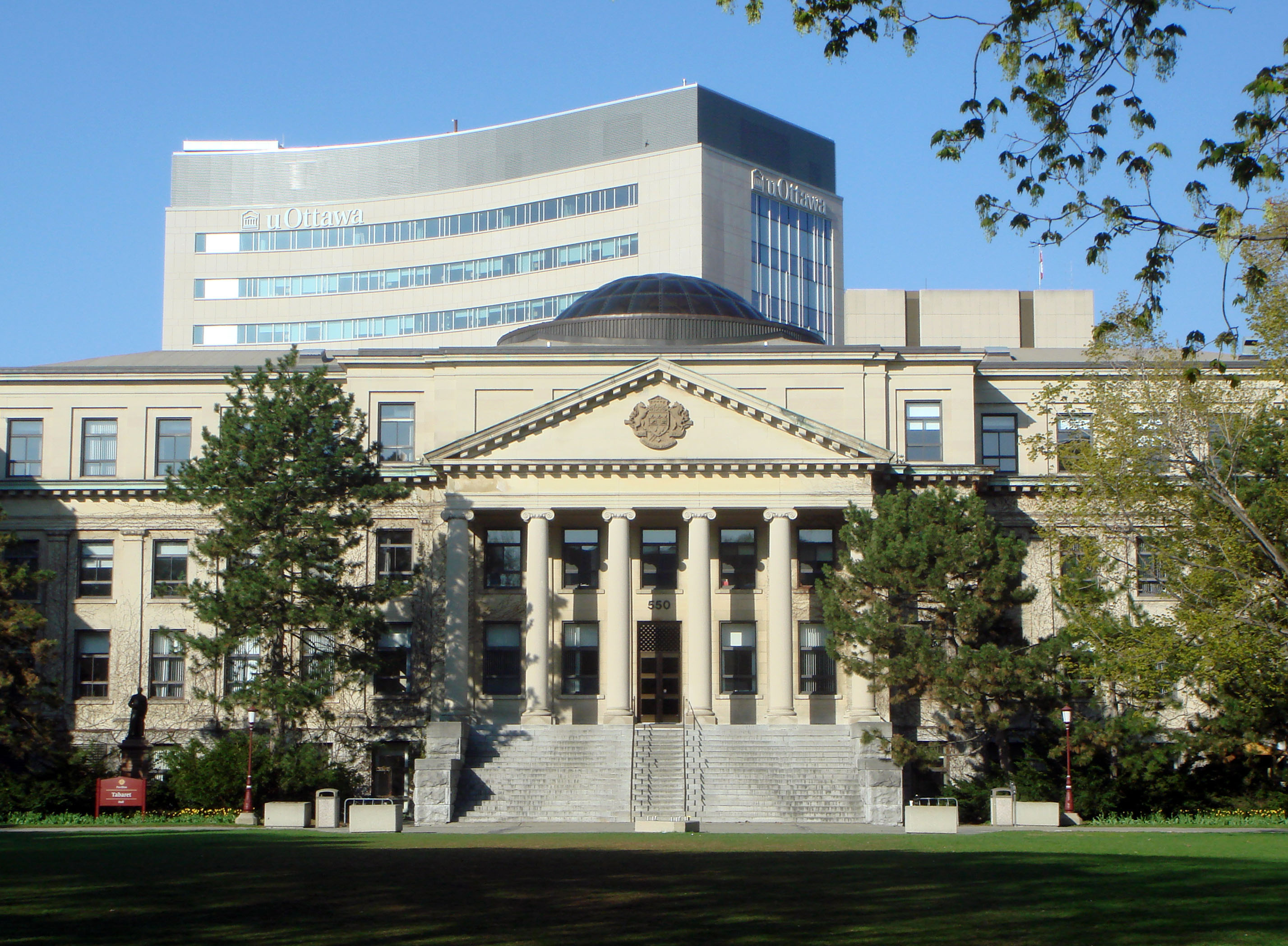
Корпус Табаре (Tabaret Hall) Оттавского университета

Процент населения в возрасте от 25 до 64 лет с высшим образованием в Оттаве существенно выше, чем в целом в провинции Онтарио. Этому способствует не только столичный статус как таковой, привлекающий образованных государственных служащих и работников сектора высоких технологий, но и развитая система высшего и специального образования. В Оттаве расположены три университета:
- Оттавский университет, основанный в 1848 году как Байтаунский колледж, а к началу XXI века предлагающий более 300 учебных программ на десяти факультетах, являясь ведущим двуязычным университетом Северной Америки[206]
- Карлтонский университет, основанный в 1942 году и предоставляющий свыше 200 учебных программ на 47 отделениях, в том числе в областях инженерии, высоких технологий, международных отношений, кинематографии и журналистики[206]
- и католический Университет Святого Павла, выделенный в 1965 году из состава Оттавского университета и состоящий из четырёх факультетов — канонического права, философского, гуманитарного и теологического[207]

Послешкольное профессиональное образование предоставляют несколько колледжей, среди которых первое место занимает Алгонкин-колледж. В этом колледже самый богатый выбор курсов среди всех колледжей Онтарио, и его студенты могут получить более ста различных специальностей. Также в Оттаве имеется крупнейший в Онтарио франкоязычный колледж, где ведётся преподавание по 70 специальностям, включая медицинские и технологические профессии, а также специальности в сферах туристического сервиса, менеджмента, средств связи и массовой информации. В университетах и колледжах Оттавы проходят обучение студенты из более чем ста стран мира.

#### Научно-исследовательские учреждения
В Оттаве располагается Национальный научно-исследовательский совет Канады — центральное канадское ведомство научных исследований и разработок. В целом деятельность совета ориентирована на запросы рынка и связь между исследовательскими лабораториями и потребителем. Также в Оттаве, на Сомерсет-стрит, находится штаб-квартира Королевского общества Канады, под эгидой которого объединены Академии наук и искусств Канады, представленные более чем 2000 членов. Из специализированных научно-исследовательских институтов и организаций, расположенных в канадской столице, могут быть отмечены Канадская корпорация атомной энергии; Агентство оборонных исследований и технологий; Канадская полярная комиссия; Геологическая служба Канады; Центральная экспериментальная ферма; Исследовательский институт Оттавской больницы (ассоциированный также с Оттавским университетом); и другие институты Оттавского и Карлтонского университетов.

#### Школьное образование

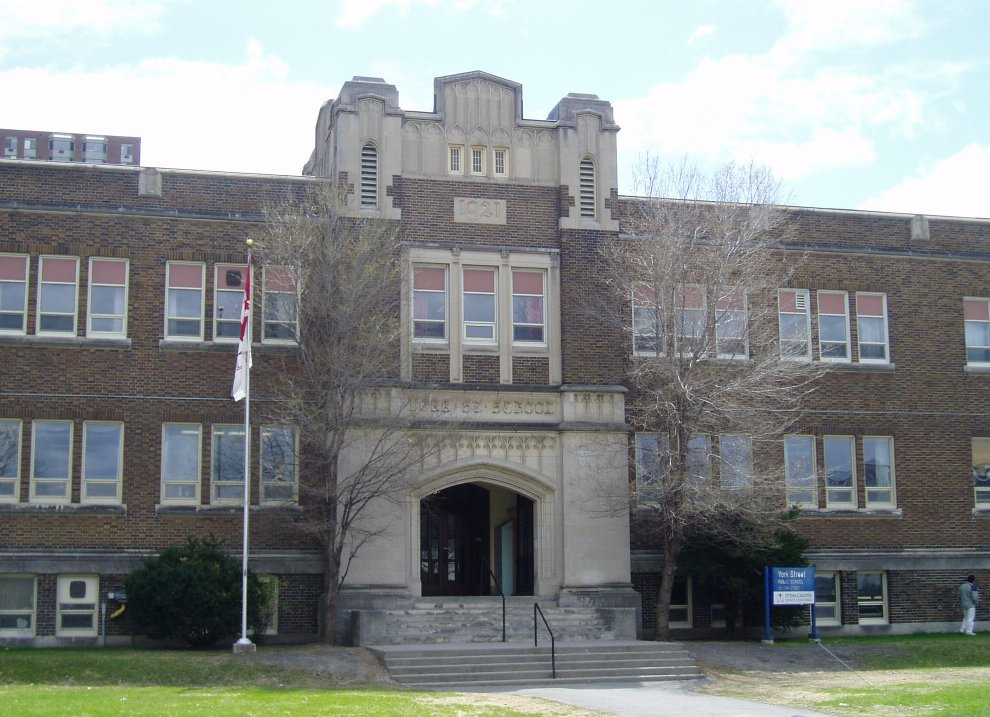
Публичная школа на Йорк-стрит

В 1886 году система публичных школ Оттавы включала только две средних школы и несколько начальных. В следующие два десятилетия новые школы практически не строились, а вместо этого достраивались старые. Положение изменилось с принятием в 1921 году провинциального закона об обязательном школьном образовании до достижения 16-летнего возраста; в последовавшее за принятием этого закона десятилетие число учеников в школах Онтарио выросло на 26 %, в то время как общее число детей школьного возраста увеличилось только на 18 %. Приток новых учеников привёл к тому, что существующих помещений оказалось мало и был построен ряд новых школ; многие из этих школ, построенных в характерной для того периода манере, работают по сей день. К 1927 году было построено даже больше школ, чем требовалось, а последовавшая Великая депрессия привела к тому, что дальнейшее расширение учебного комплекса было заморожено. Между 1925 и 1935 годами в Оттаве произошло даже некоторое сокращение числа публичных школ, и только в послевоенные годы система снова начала расширяться — сначала за счёт включения в муниципальные границы Оттавы соседних городков и посёлков в 1949 году, когда число школ и учеников практически удвоилось, а затем как результат демографического взрыва 50-х и 60-х годов. В итоге к 1969 году в Оттаве насчитывалось 53 публичных школы (средних, начальных и переходных), в которых около полутора тысяч педагогов работали с 26 тысячами учеников. Рост числа учащихся и школ продолжался и в дальнейшем; помимо естественного прироста населения, важным фактором стало административное объединение Оттавы и 10 окрестных муниципалитетов в 2001 году.
В начале XXI века все дети в Оттаве, как и по всей провинции Онтарио, обязаны посещать школу с 6 до 18 лет. Все школы формально делятся по уровню обучения на элементарные (начальные, 1—8 классы, возраст 6—13 лет) и старшие (9—12 классы, возраст 13—18 лет). Помимо этого, при элементарных школах действуют две группы детского сада — старшая и младшая — для детей в возрасте 5 и 4 лет.
Кроме того, школы делятся на франкоязычные и англоязычные. Тем не менее, в англоязычных школах в обязательном порядке с 1 класса изучается французский язык (базовая программа — 100 минут в неделю в детском саду и 200 с 1-го по 8-й класс; программа «раннего погружения во французский язык» — обучение полностью на французском языке в первом классе с постепенным переходом на английский к старшим классам), а во франкоязычных — английский.
Школы в Оттаве находятся в ведении 4 органов: Школьного управления Оттавы-Карлтона (43 тысяч учащихся в начальных и 25 тысяч в старших школах), Управления публичных франкофонных школ Восточного Онтарио (12 400 учащихся в 38 школах), англо- и франкоязычного Управлений католических школ (соответственно 81 и 46 школ с 41 и 17 тысяч учащихся). Среди публичных англоязычных младше-средних школ наиболее высокий рейтинг во второй половине 2010-х годов имели Элмдейл, Девоншир, Роклифф-Парк и Хоупуэлл. Среди франкоязычных лучшие показатели были у католических школ имени Жоржа-Этьена Картье, Бернара Гранметра, Мариуса Барбо и Эдуара Бона. Среди публичных старших школ Оттавы наиболее высокий рейтинг во второй половине 2010-х годов имели школа имени полковника Бая (Глостер), колледж Лисгар (с физико-математическим профилем), школы имени графа Марча и Джона Маккрея и Уэст-Карлтонская школа. Среди католических старших школ наиболее высокий рейтинг имели школы Всех святых и Святой Троицы (обе — Каната).
Кроме того, в городе действует ряд частных школ; диапазон годичной платы за обучение в большинстве частных школ Оттавы — от 8 до 20 тыс. долларов. Исключение составляют, с одной стороны, Canada eSchool (плата 450 долларов за каждый предмет, обучение онлайн) и Fern Hill School (годичная оплата начиная с 2800 долларов), а с другой — Колледж Эшбери, где годовая оплата варьируется от 20 до 48 тыс. долларов в зависимости от режима обучения.
Несколько общинных (главным образом исламских) школ получают небольшую государственную поддержку, но в целом существуют за счёт поддержки общины и относительно невысокой платы за обучение (около 300—400 долларов в месяц). В 2009 году одна из них — начальная мусульманская школа Abraar School — входила в 6 % лучших школ Онтарио. В 2013 г. её обогнала исламская школа Ахль-уль-Байт.
В Оттаве также действует англоязычная высшая школа для взрослых (англ. Adult High School), позволяющая желающим завершить среднее образование на английском языке, и франкоязычная школа Le Carrefour для взрослых (фр. École des adultes Le Carrefour), помимо диплома о среднем образовании дающая выпускникам аттестат об овладении французским как вторым основным языком.

### Здравоохранение и медицина
С момента своего возникновения Байтаун, а затем Оттава пережили несколько эпидемий разного масштаба и тяжести. Это происходило как в XIX веке, когда привезённый по рекам и каналу Ридо тиф заставил объединиться в борьбе с ним католических Серых сестёр и протестантов, основавших в 1847 году первую постоянную больницу города, а позднее за четыре года в город дважды приходила оспа, так и в следующем столетии. Крупнейшей эпидемией, частью всемирной пандемии, стала эпидемия гриппа в 1918 году (см. Первая половина XX века), и после неё централизованная система здравоохранения, находившаяся в муниципальном ведении, уже успешно справлялась с новыми всплесками инфекционных заболеваний. На рубеже веков в Оттаве начали функционировать родильный дом и несколько больниц, предназначенных для борьбы с такими болезнями, как оспа и дифтерия; впоследствии многие из них объединились в более крупные лечебные центры, располагающие бо́льшими возможностями и ресурсами.
В начале XXI века постоянные жители провинции Онтарио, в том числе Оттавы, имеют право на провинциальную медицинскую страховку — OntarionHealth Insurance Plan, OHIP. Аналогичная система существует в Квебеке (Régie de l'assurance maladie du Québec, RAMQ), и в число её клиентов входят жители населённых пунктов Национальной столичной области к северу от реки Оттавы. Обе программы страхования доступны после трёх месяцев в статусе постоянного жителя или гражданина, и новоприбывшим иммигрантам рекомендуется до истечения этого срока воспользоваться услугами частных страховых компаний.

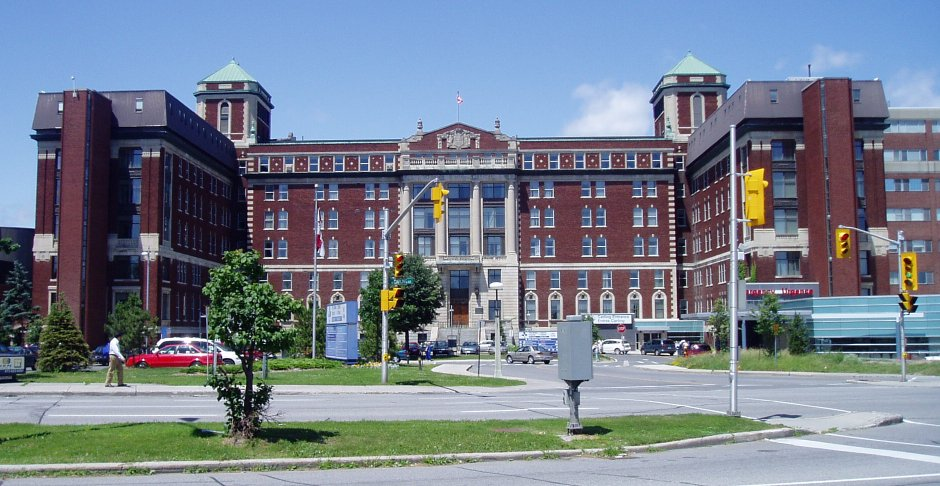
Главный корпус Оттавской городской больницы

В Оттаве функционирует несколько больниц общего назначения: Оттавская больница (Ottawa Hospital, три филиала в центральной и восточной частях города), больница Монфор (Montfort Hospital, также к востоку от центра), Куинсуэй-Карлтонская больница (Queensway-Carleton Hospital, на западе Оттавы) и Детская больница Восточного Онтарио (Children’s Hospital of Eastern Ontario. CHEO). Оттавская больница и CHEO входят в число крупнейших работодателей города. Среди специализированных медицинских центров Оттавы — Королевский Оттавский центр душевного здоровья (Royal Ottawa Mental Health Centre), Медицинский центр национальной обороны (National Defence Medical Centre) и Институт сердца Оттавского университета (англ. Heart Institute). Для обслуживания в больницах и поликлиниках необходимо наличие медицинской страховки, в противном случае выставляется счёт за обслуживание. Вызов скорой помощи также является платным (счёт выставляет больница, куда доставлен пациент).
По городу имеются поликлиники прямого доступа (без предварительной записи и закреплённых за пациентами лечащих врачей, так называемые walk-in clinics, многие из которых принадлежат к общей сети Appletree), «центры здоровья» (community health centres — в них оказываются централизованные медицинские услуги, например, прививки), а также семейные врачи. При мэрии действует система добольничной экстренной медицинской помощи (англ. Ottawa Paramedic Service), работники которой оказывают первую помощь при инфарктах, инсультах, травмах и трудностях с дыханием на общей площади около 2800 км². Во многих учреждениях, организациях и местах общественного пользования расположены центры дефибрилляции.
Кроме того, существует система бесплатного телефонного медицинского консультирования Ontario Telemedicine Network, известная также как Telehealth.
Департамент общественного здоровья Оттавы (англ. Ottawa Public Health) предоставляет населению программы поддержки здорового образа жизни и другие услуги, связанные со здоровьем и безопасностью. Департамент курируется Советом по здравоохранению, состоящим из членов муниципального совета и представителей общественности. Среди задач, поставленных перед Департаментом общественного здоровья:
- способствование здоровому образу жизни и предотвращение развития хронических заболеваний (сердечно-сосудистой системы, раковых и диабета), борьба с курением и пропаганда здорового питания
- защита населения от вредоносных воздействий окружающей среды (включающая санитарные инспекции предприятий общественного питания, общественных бассейнов, проверку качества водопроводной воды и воды открытых для купания природных водоёмов)
- предотвращение эпидемий и распространения инфекционных заболеваний (профилактика туберкулёза, гриппа, прививки, контроль за бешеными животными)
- снижение травматизма (включая инструктажи по безопасности на дорогах, оборудование безопасных для детей и стариков общественных мест)[229]

### Преступность
Общий уровень преступности в Оттаве достаточно низок. В комбинированном рейтинге канадских городов по уровню преступности за 2007 год, опубликованном журналом Macleans, Оттава занимала 56-е место из ста городов, с уровнем преступности на 29 % ниже национального; в 2010 году столица занимала в этом списке 74-е место с уровнем преступности на 26 % ниже национального. В списке 50 наиболее безопасных больших городов и столиц мира, составленном в 2011 году исследовательской фирмой Mercer, Оттава делила 17-е место с ещё четырьмя канадскими городами и Амстердамом. В опросе 2016 года 72 % канадцев назвали Оттаву безопасным или очень безопасным городом — лучший показатель среди всех городов, включённых в опрос; индекс серьёзности преступлений, опубликованный в 2015 году, ставит Оттаву на третье место в списке самых безопасных городов Канады после Торонто и Квебека.
Согласно опубликованной Полицейской службой Оттавы статистике, в 2011—2013 годах в городе с почти миллионным населением совершалось в среднем около 10 убийств, около 70 похищений и около 650 ограблений. В среднем за год угонялось 1120 автомобилей, фиксировалось около 1000 правонарушений, связанных с марихуаной, и почти втрое меньше — с кокаином. В 2014 году и 2015 годах частота большинства видов преступлений продолжала снижаться, однако c 2016 года возрастали как общее число преступлений, так и уровень насилия, отражающий количество убийств, нападений и изнасилований.
| Статистика преступлений в Оттаве |
| -------------------------------- |

| Преступление                           | 2020 год                     | На 100 000 населения         | В среднем за 2017—2021 годы  | 2018 год                     | На 100 000 населения         |
| Преступления против личности           | Преступления против личности | Преступления против личности | Преступления против личности | Преступления против личности | Преступления против личности |
| -------------------------------------- | ---------------------------- | ---------------------------- | ---------------------------- | ---------------------------- | ---------------------------- |
| Убийства                               | 9                            | 0,9                          | 15                           | 15                           | 1,5                          |
| Покушения на убийство                  | 8                            | 0,8                          | 12                           | 13                           | 1,3                          |
| Похищения                              | 79                           | 7,7                          | 91                           | 89                           | 8,6                          |
| Сексуальное насилие                    | 784                          | 76,7                         | 851                          | 891                          | 86,3                         |
| Ограбления                             | 453                          | 44,3                         | 520                          | 410                          | 39,7                         |
| Преступления против прав собственности |                              |                              |                              |                              |                              |
| Кражи со взломом                       | 2493                         | 243,8                        | 2529                         | 2355                         | 228,0                        |
| Угоны транспортных средств             | 811                          | 79,3                         | 882                          | 1069                         | 103,5                        |
| Поджоги                                | 98                           | 9,6                          | 94                           | 107                          | 10,4                         |
| Другие преступления                    |                              |                              |                              |                              |                              |
| Незаконный оборот наркотиков           | 190                          | 18,6                         | 184                          | 145                          | 14,0                         |
| Производство наркотиков                | 2                            | 0,2                          | 3                            | 1                            | 0,1                          |
| Проституция                            | 0                            | 0,0                          | 1                            | 0                            | 0,0                          |
| 1.                                     |                              |                              |                              |                              |                              |

## Города-побратимы
В число городов-побратимов Оттавы входят:
- Буэнос-Айрес, Аргентина (с 1998 года)[238]
- Пекин, Китайская Народная Республика (с 1999 года)[239]
- Сеул, Республика Корея[240]
- Каракас, Венесуэла[240]
- Кампобассо, Италия[240]
- Катания, Италия[240]
- Палермо, Италия[240]

## Оттава в искусстве и массовой культуре

### Кино
- Железный занавес, фильм 1948 г.
- Операция Розыск, фильм 1954 г.
- Дорога в Оттаву, англ. A Passage to Ottawa, фильм 2002 г.
- Ливерпуль (фильм, 2012)

В Оттаве снимались такие фильмы, как «Бэтмен и Робин» (1997), «Цена страха» (2002), «Путь мести» (2011), «Пентхаус с видом на север». В городе расположена студия кинокомпании Zed Filmworks

### Русскоязычные ресурсы об Оттаве
- Русскоязычная община Оттавы
  - Аттракционы и интересные места Оттавы
- Русская Оттава (не обновляется)